# Премия Сесиля Б. Де Милля
Премия Сесиля Б. Де Милля (англ. Cecil B. DeMille Award) — почётная награда Голливудской ассоциации иностранной прессы, присуждаемая с 1952 года ежегодно за выдающиеся заслуги в кинематографе на церемонии вручения «Золотого глобуса». Впервые она была представлена на 9-й церемонии вручения премии «Золотой глобус» в феврале 1952 года и названа в честь её первого лауреата, режиссёра Сесиля Б. Де Милля.
Самой молодой лауреаткой стала актриса Джуди Гарленд, которой в 1962 году исполнилось 39 лет. Гарленд также стала первой женщиной-лауреатом. Самым пожилым лауреатом был продюсер Сэмюэл Голдвин, которому в 1973 году исполнилось 93 года. В 1982 году Сидни Пуатье стал первым афроамериканцем, получившим награду. В 2018 году Опра Уинфри стала первой афроамериканкой, удостоенной премии. Также примечательно, что премия была вручена двум членам одной семьи: Джейн Фонда получила награду в 2021 году — спустя 41 год после того, как она была вручена её отцу Генри Фонда. По состоянию на 2025 год премии Сесиля Б. Де Милла удостоены 70 лауреатов: 53 мужчины и 17 женщин. 

## Список
Список всех лауреатов:
- 1952 — Сесил Блаунт Демилль
- 1953 — Уолт Дисней
- 1954 — Дэррил Ф. Занук
- 1955 — Джин Хершолт
- 1956 — Джек Уорнер
- 1957 — Мервин Лерой
- 1958 — Бадди Адлер
- 1959 — Морис Шевалье
- 1960 — Бинг Кросби
- 1961 — Фред Астер
- 1962 — Джуди Гарленд
- 1963 — Боб Хоуп
- 1964 — Джозеф Левин
- 1965 — Джеймс Стюарт
- 1966 — Джон Уэйн
- 1967 — Чарлтон Хестон
- 1968 — Кирк Дуглас
- 1969 — Грегори Пек
- 1970 — Джоан Кроуфорд
- 1971 — Фрэнк Синатра
- 1972 — Альфред Хичкок
- 1973 — Сэмюэл Голдвин
- 1974 — Бетт Дейвис
- 1975 — Хэл Б. Уоллис
- 1976 — не присуждалось
- 1977 — Уолтер Мириш
- 1978 — Ред Скелтон
- 1979 — Люсиль Болл
- 1980 — Генри Фонда
- 1981 — Джин Келли
- 1982 — Сидни Пуатье
- 1983 — Лоренс Оливье
- 1984 — Пол Ньюман
- 1985 — Элизабет Тейлор
- 1986 — Барбара Стэнвик
- 1987 — Энтони Куинн
- 1988 — Клинт Иствуд
- 1989 — Дорис Дэй
- 1990 — Одри Хепбёрн
- 1991 — Джек Леммон
- 1992 — Роберт Митчем
- 1993 — Лорен Бэколл
- 1994 — Роберт Редфорд
- 1995 — Софи Лорен
- 1996 — Шон Коннери
- 1997 — Дастин Хоффман
- 1998 — Ширли Маклейн
- 1999 — Джек Николсон
- 2000 — Барбра Стрейзанд
- 2001 — Аль Пачино
- 2002 — Харрисон Форд
- 2003 — Джин Хэкмен
- 2004 — Майкл Дуглас
- 2005 — Робин Уильямс
- 2006 — Энтони Хопкинс
- 2007 — Уоррен Битти
- 2008 — не присуждалась
- 2009 — Стивен Спилберг
- 2010 — Мартин Скорсезе
- 2011 — Роберт Де Ниро
- 2012 — Морган Фримен
- 2013 — Джоди Фостер
- 2014 — Вуди Аллен
- 2015 — Джордж Клуни
- 2016 — Дензел Вашингтон
- 2017 — Мерил Стрип
- 2018 — Опра Уинфри
- 2019 — Джефф Бриджес
- 2020 — Том Хэнкс
- 2021 — Джейн Фонда
- 2022 — не присуждалась
- 2023 — Эдди Мёрфи
- 2024 — не присуждалась
- 2025 — Виола Дэвис

## Фотогалерея
Фотографии некоторых лауреатов:

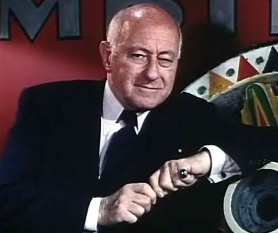
Сесил Блаунт Демилль 1952 г.
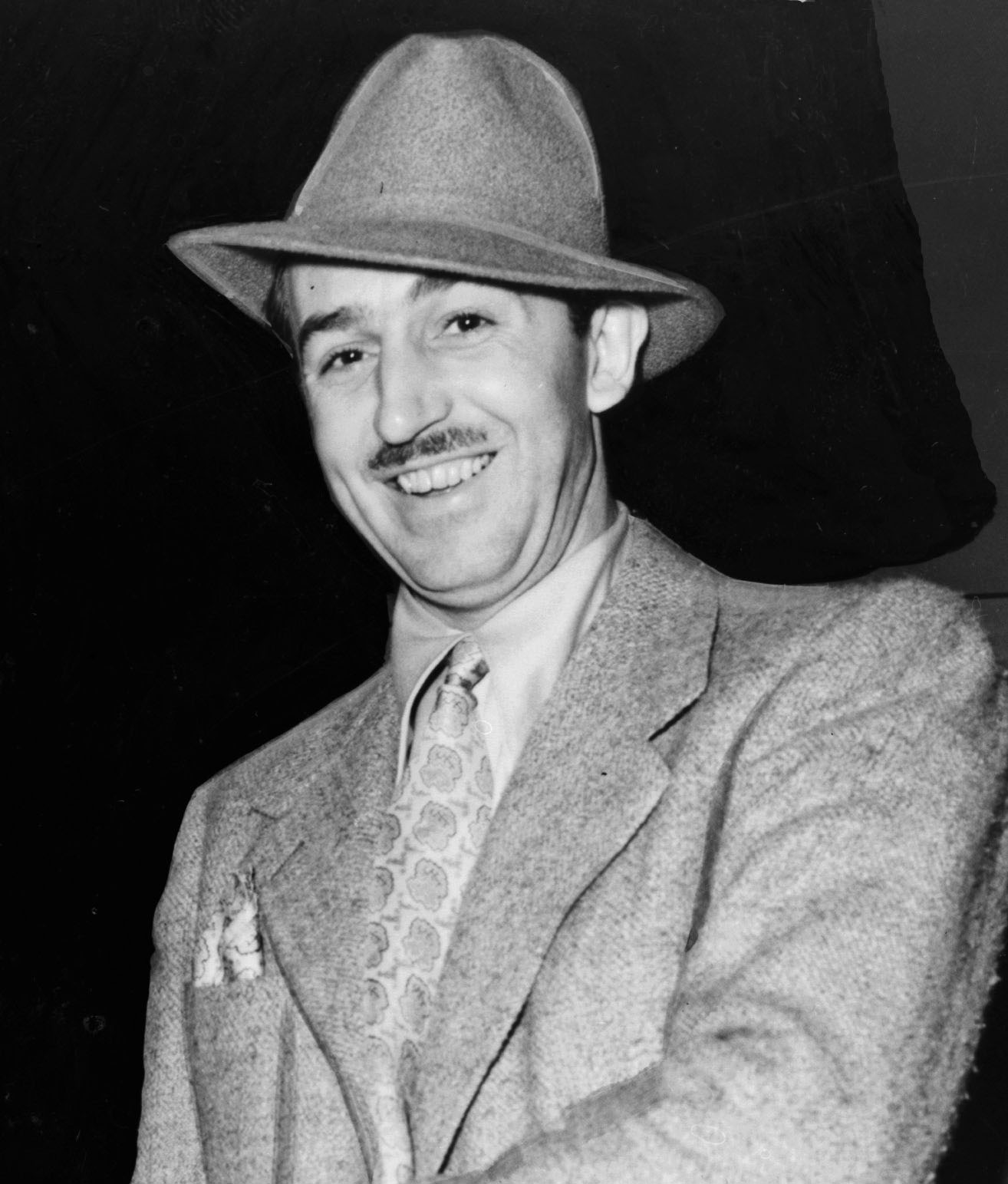
Уолт Дисней 1953 г.
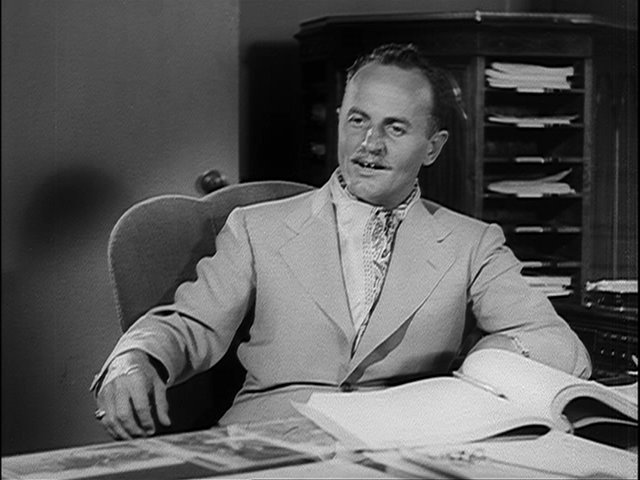
Дэррил Ф. Занук 1954 г.
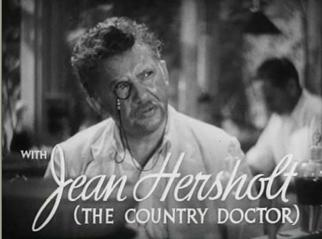
Джин Хершолт 1955 г.
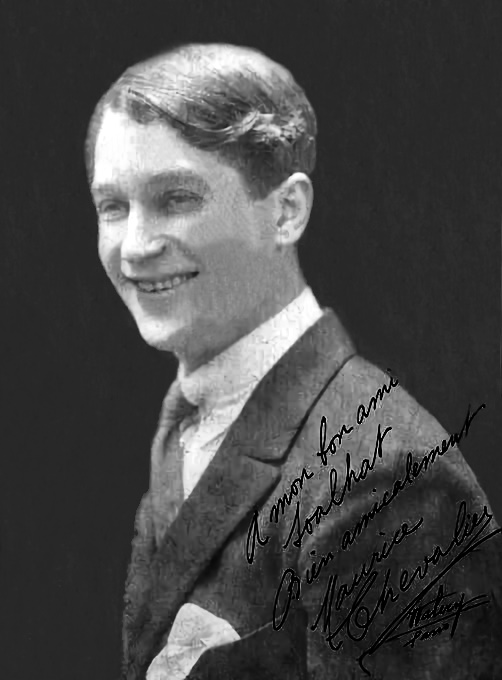
Морис Шевалье 1959 г.
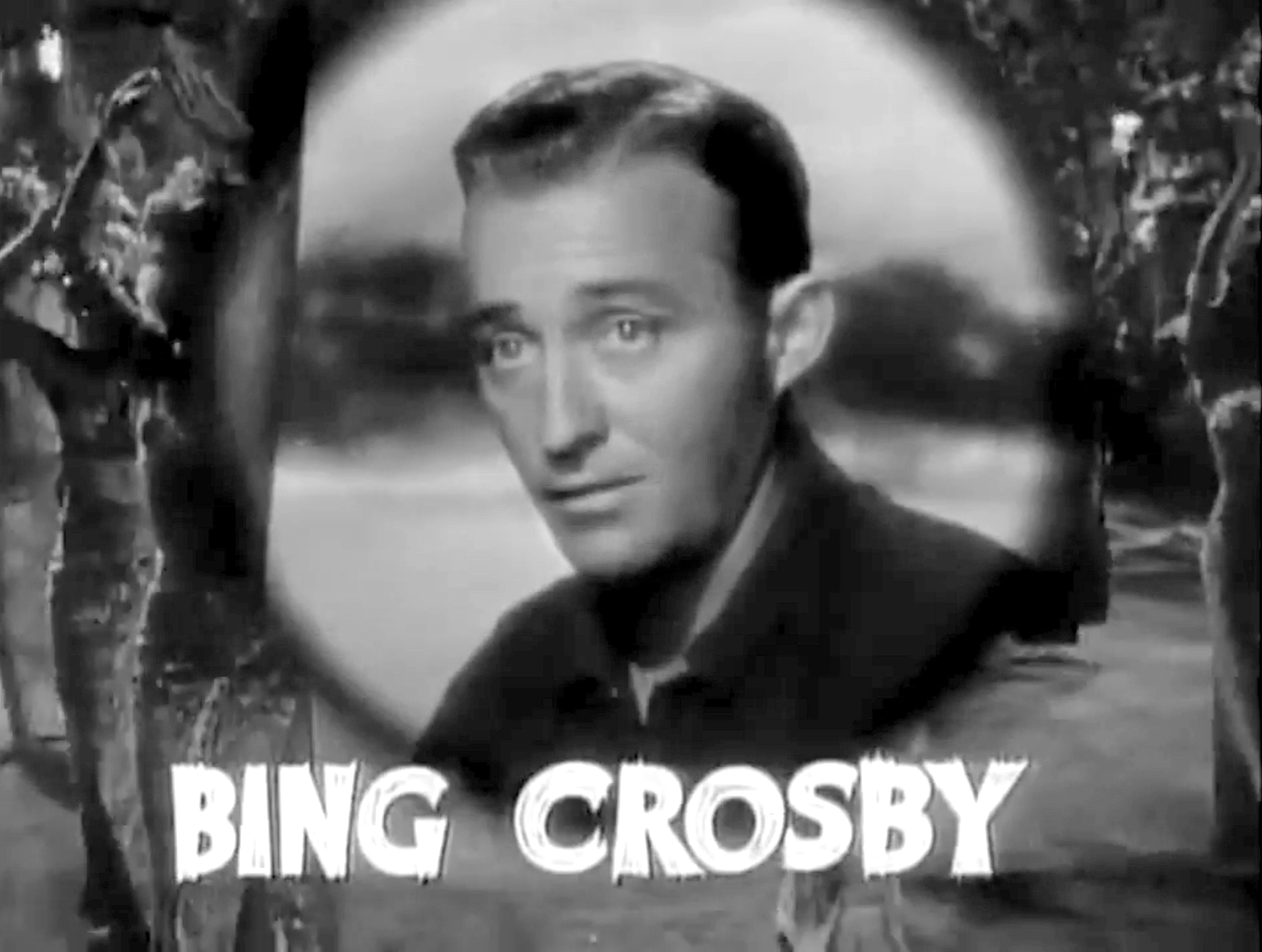
Бинг Кросби 1960 г.
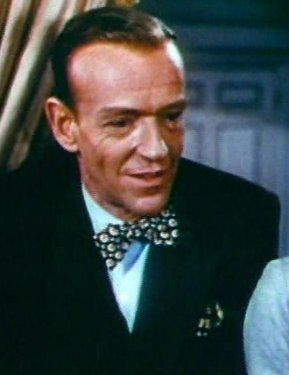
Фред Астер 1961 г.
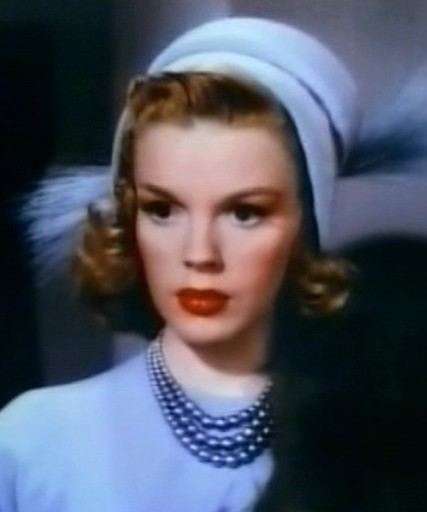
Джуди Гарленд 1962 г.
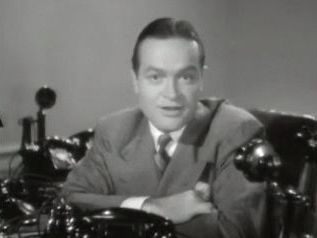
Боб Хоуп 1963 г.
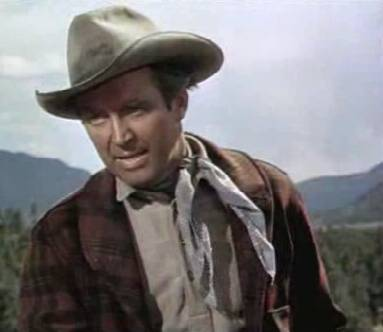
Джеймс Стюарт 1965 г.
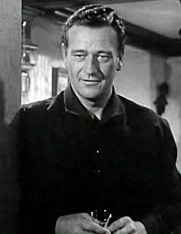
Джон Уэйн 1966 г.
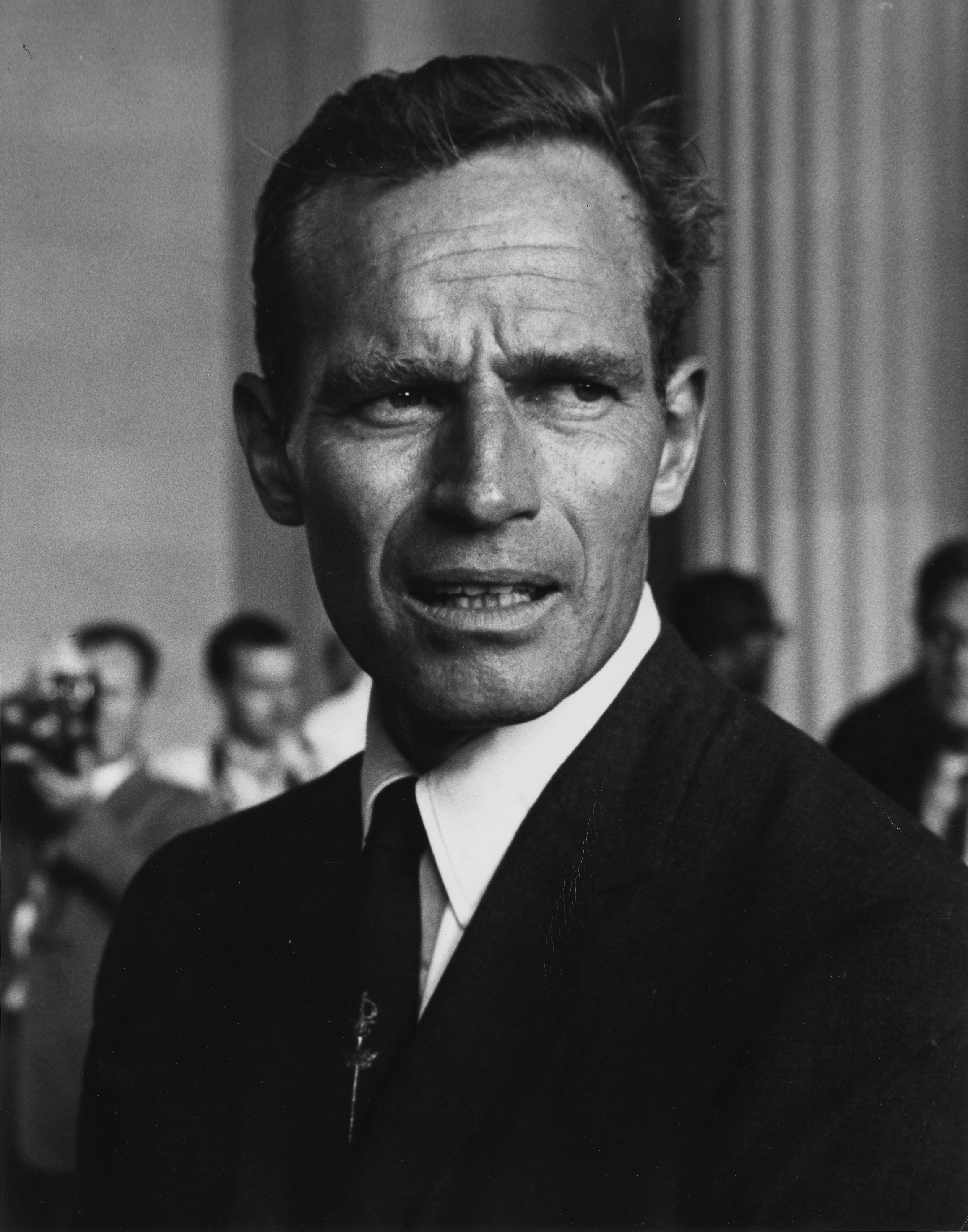
Чарлтон Хестон 1967 г.
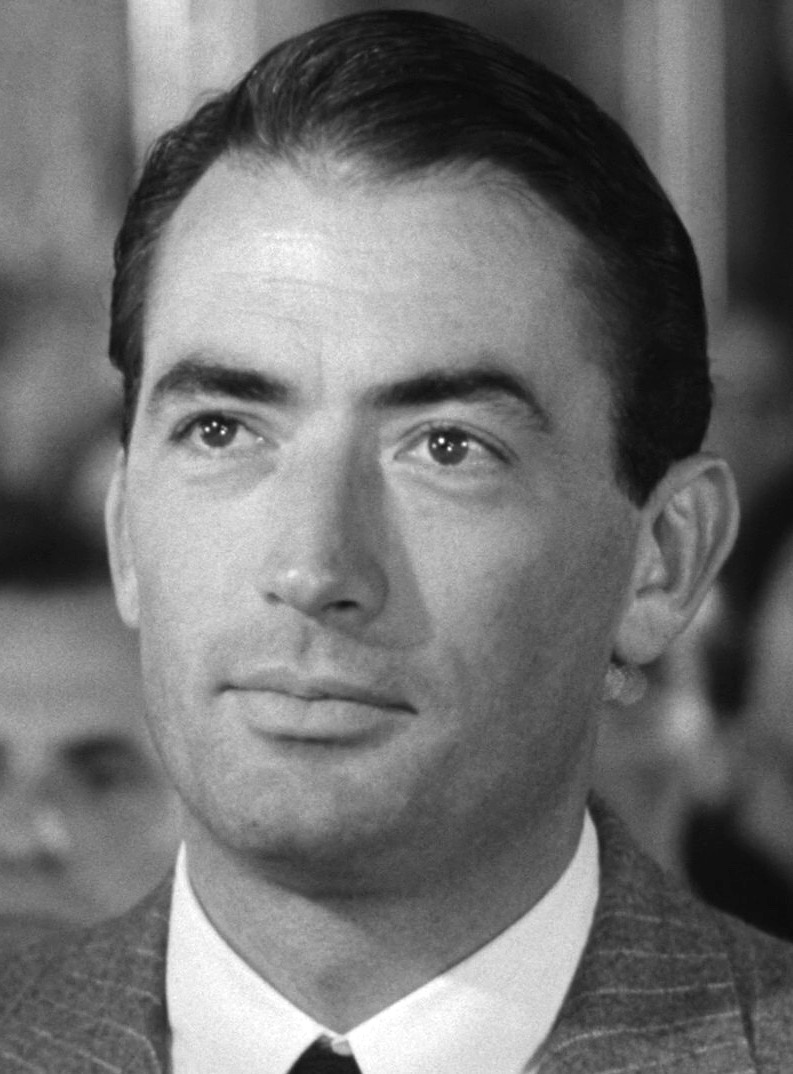
Грегори Пек 1969 г.
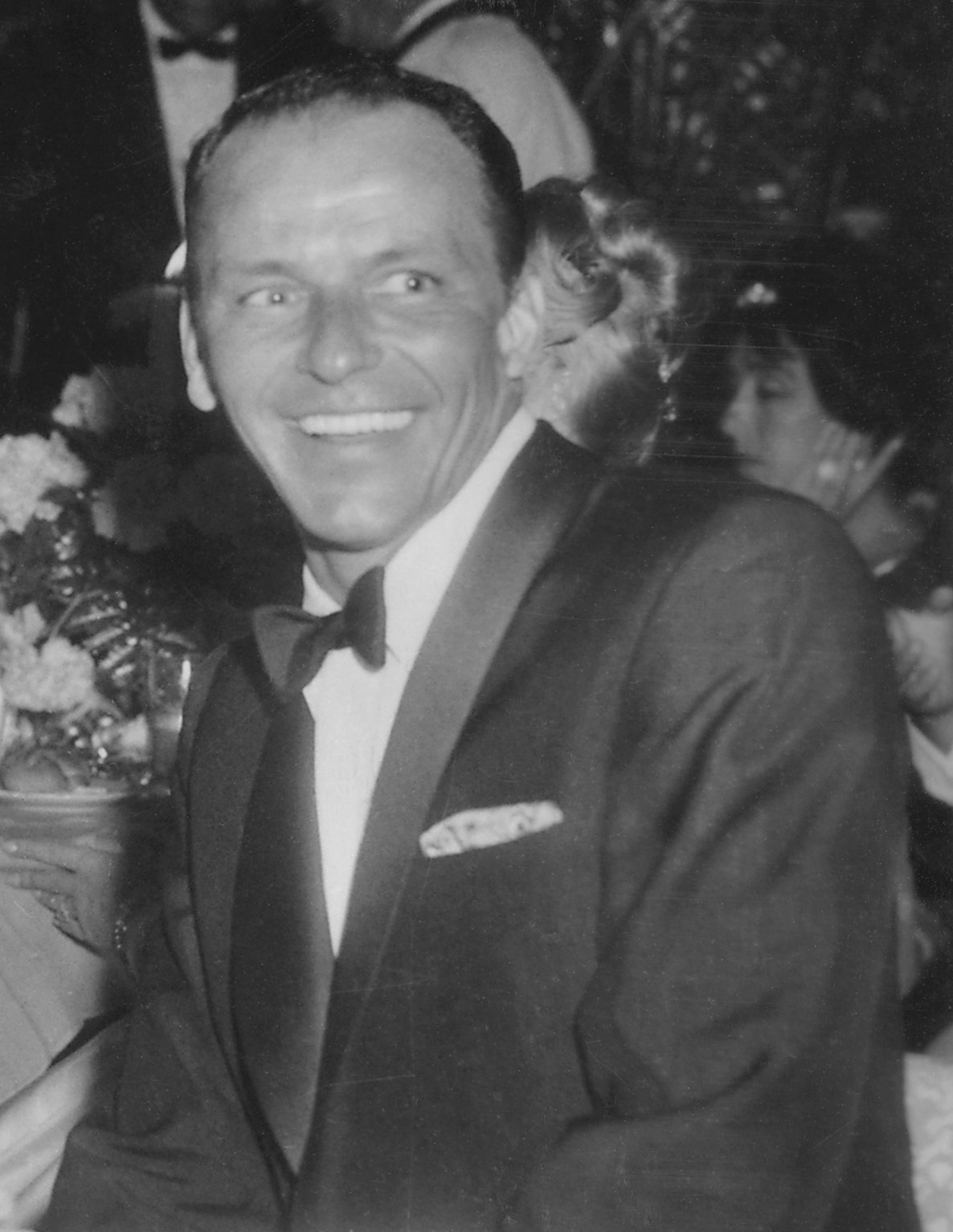
Фрэнк Синатра 1971 г.
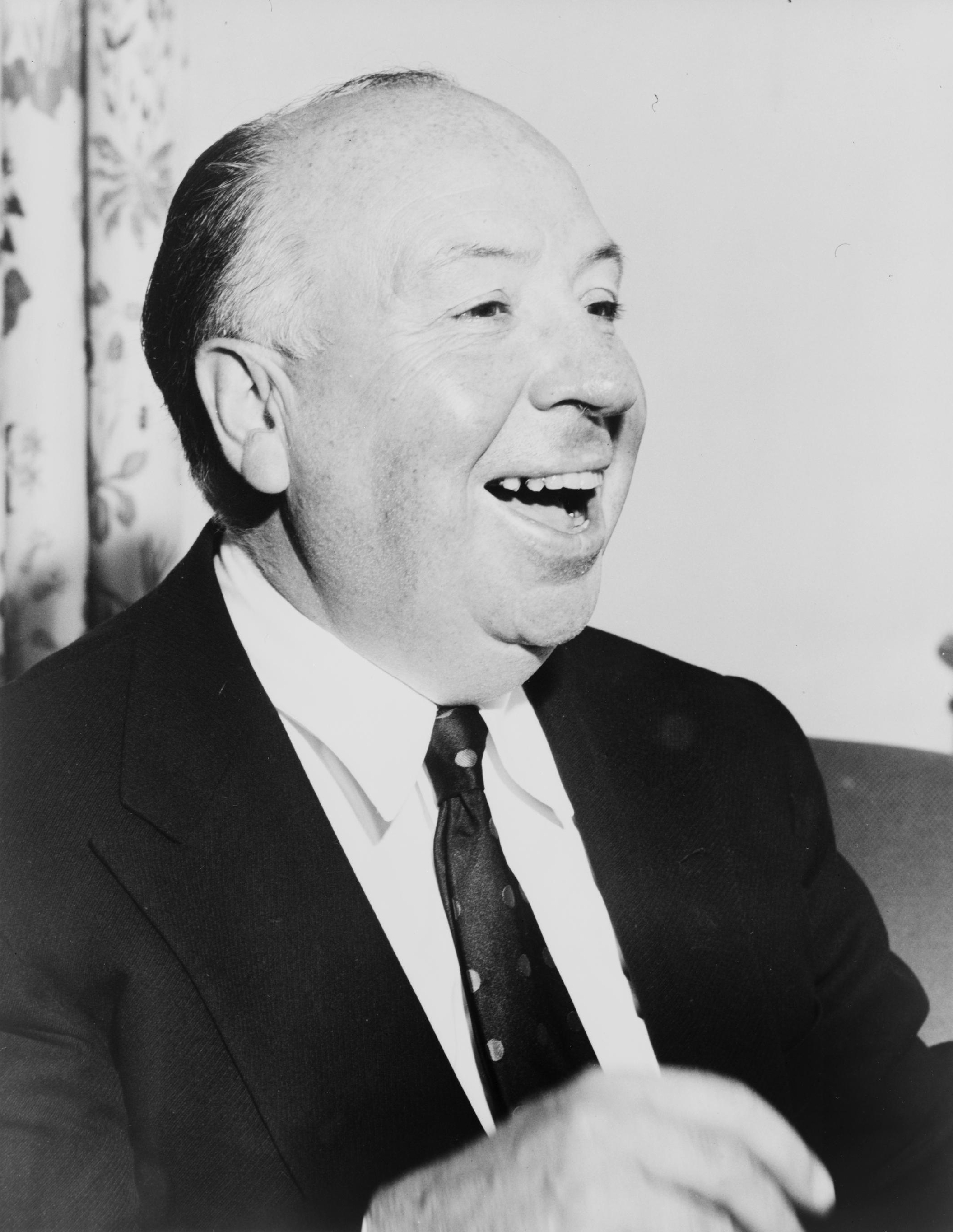
Альфред Хичкок 1972 г.
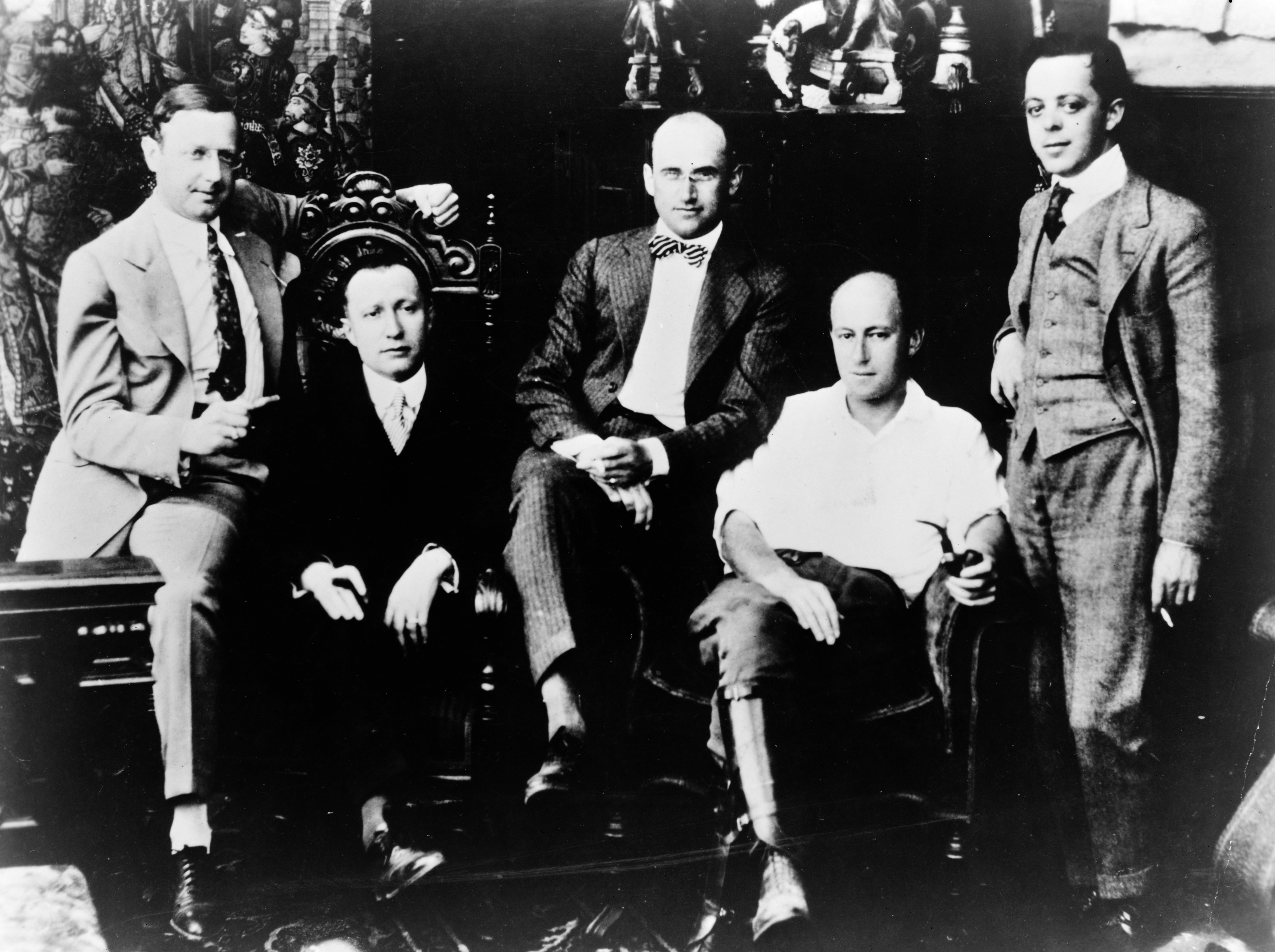
Сэмюэл Голдвин 1973 г. (посередине)
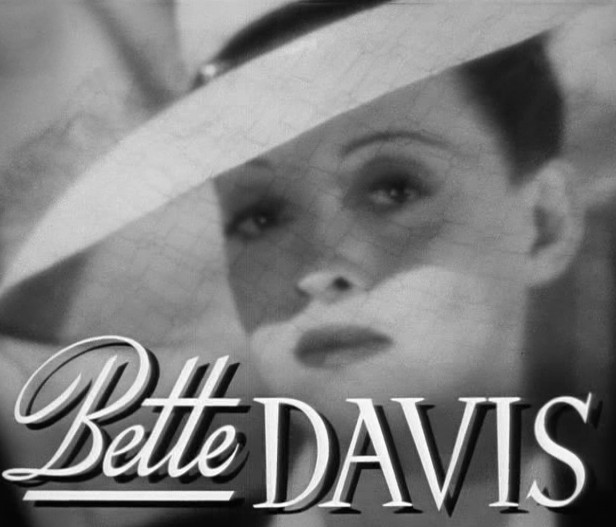
Бетт Дейвис 1974 г.
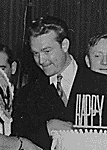
Ред Скелтон 1978 г.
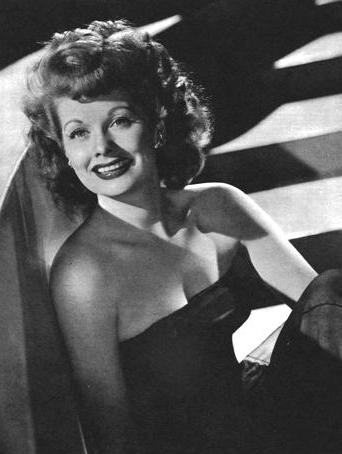
Люсиль Болл 1979 г.
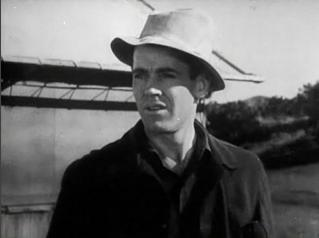
Генри Фонда 1980 г.
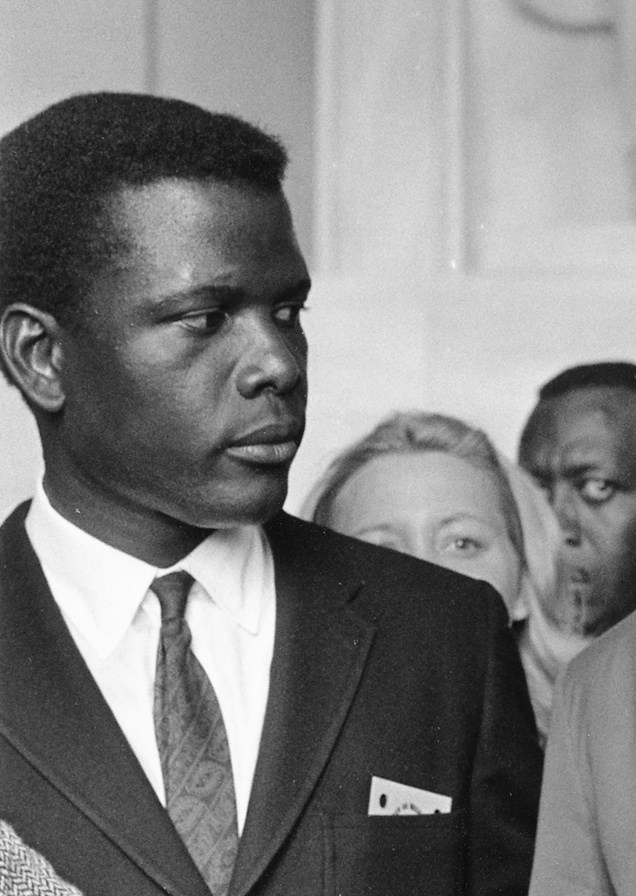
Сидни Пуатье 1982 г.
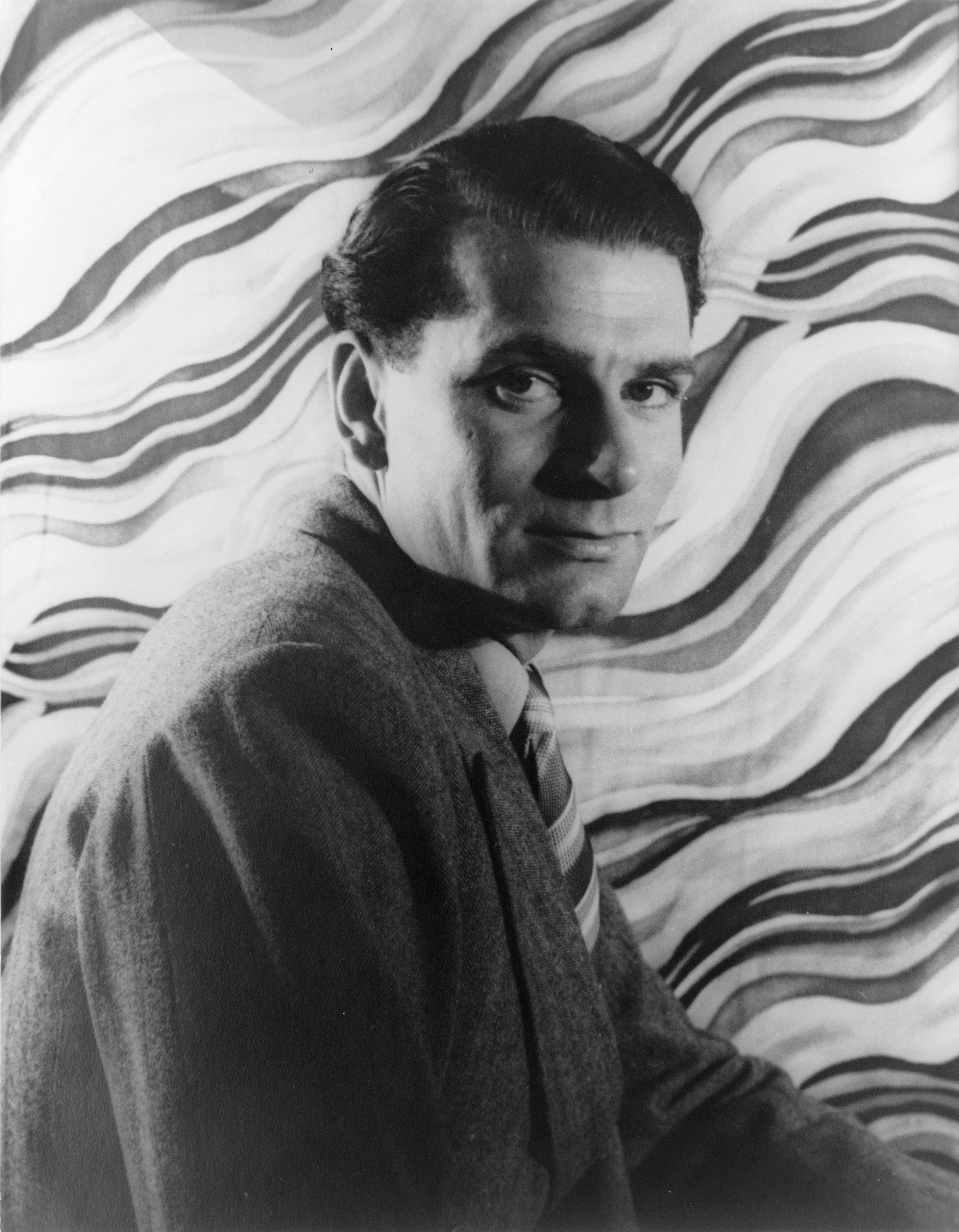
Лоренс Оливье 1983 г.
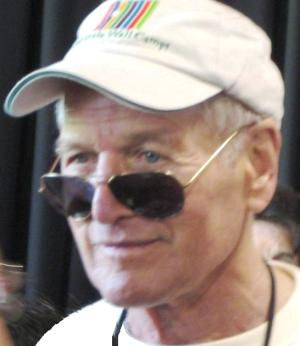
Пол Ньюман 1984 г.
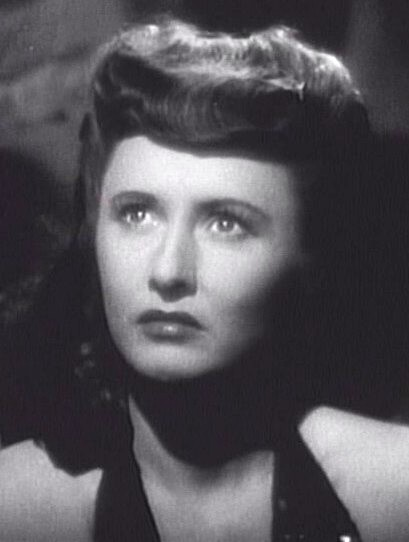
Барбара Стэнвик 1986 г.
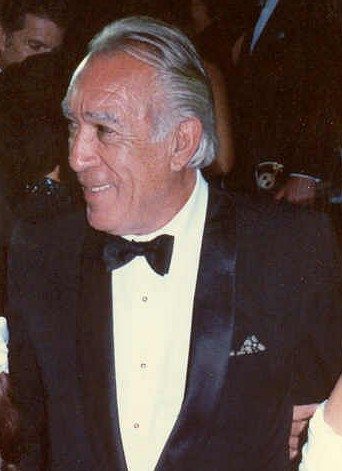
Энтони Куинн 1987 г.
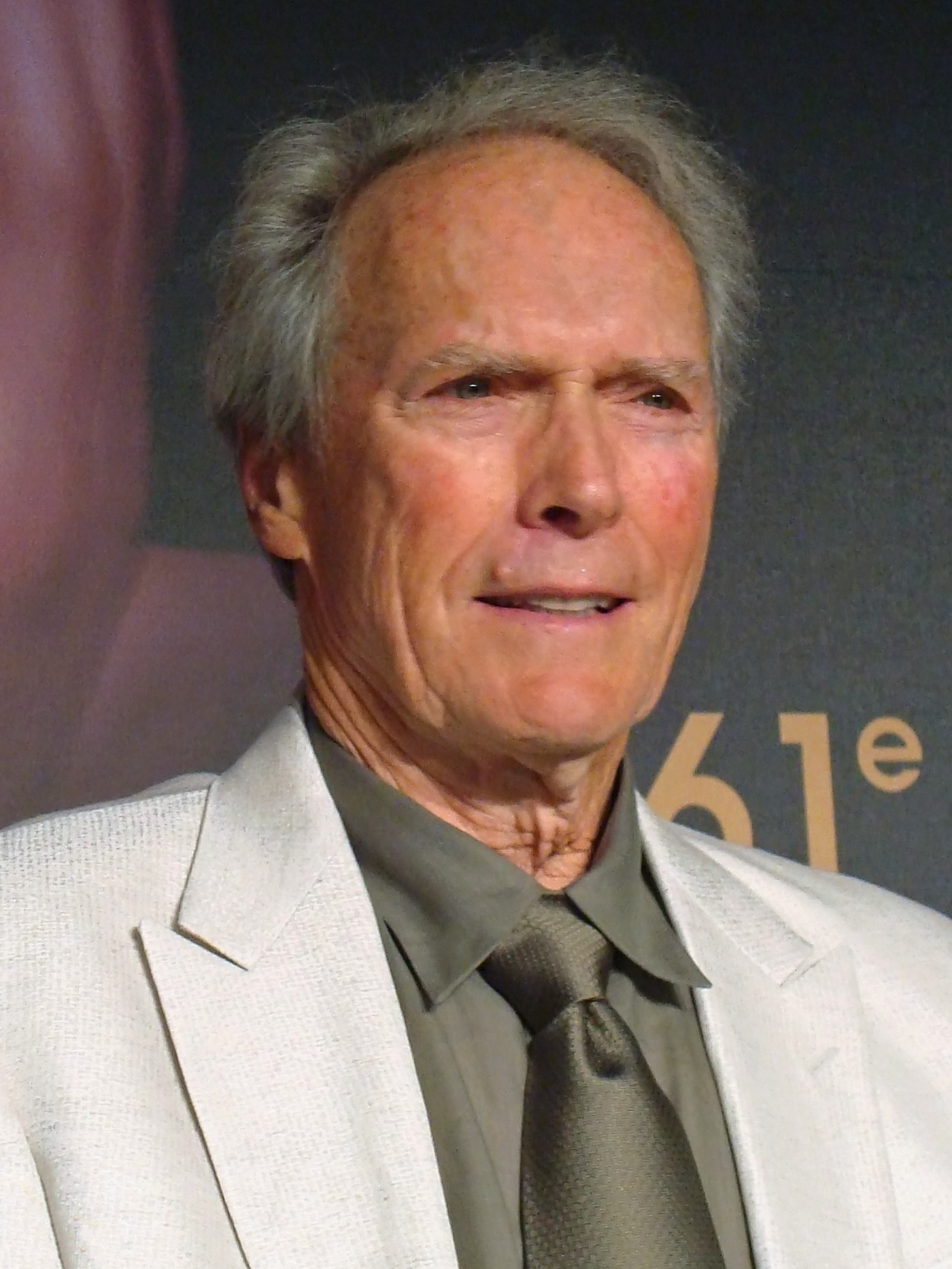
Клинт Иствуд 1988 г.
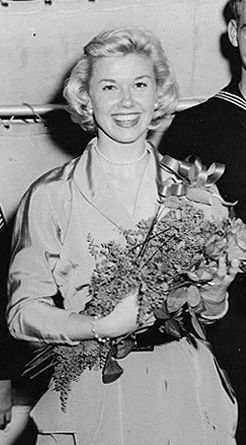
Дорис Дэй 1989 г.
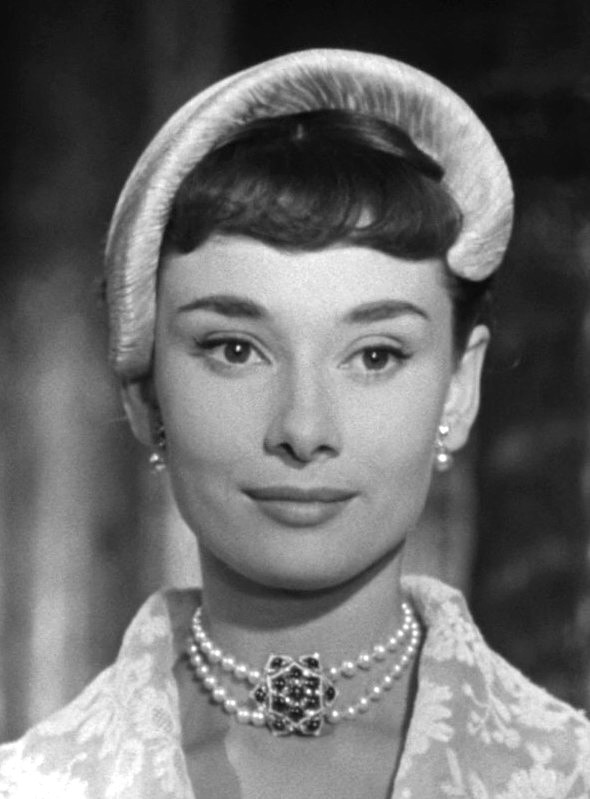
Одри Хепбёрн 1990 г.
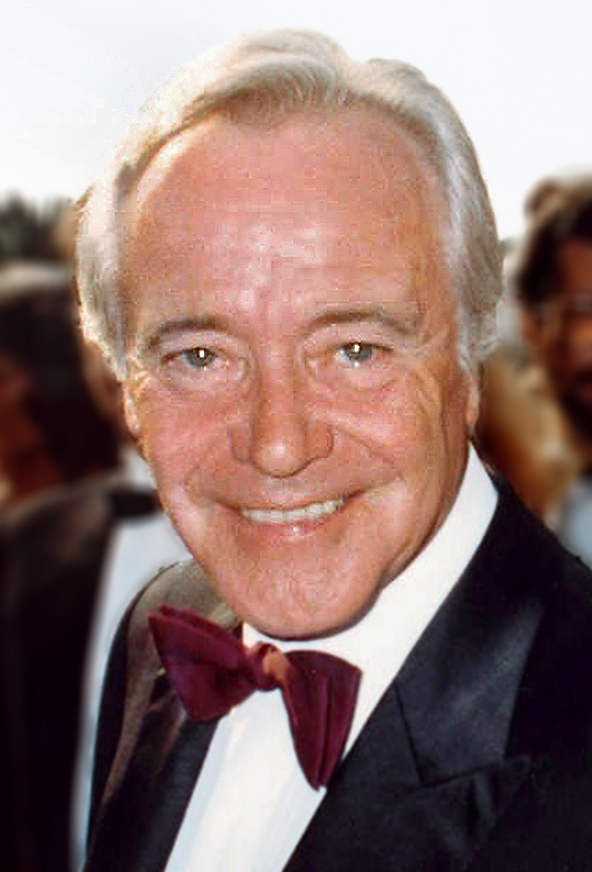
Джек Леммон 1991 г.
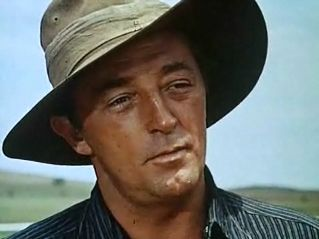
Роберт Митчем 1992 г.
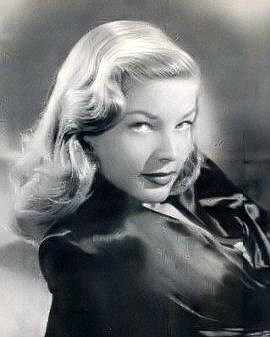
Лорен Бэколл 1993 г.
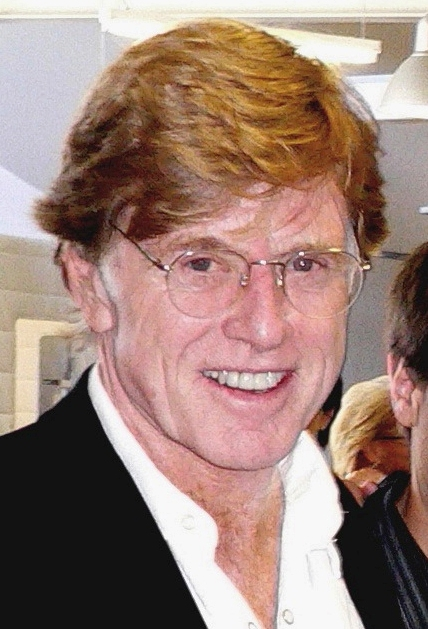
Роберт Редфорд 1994 г.
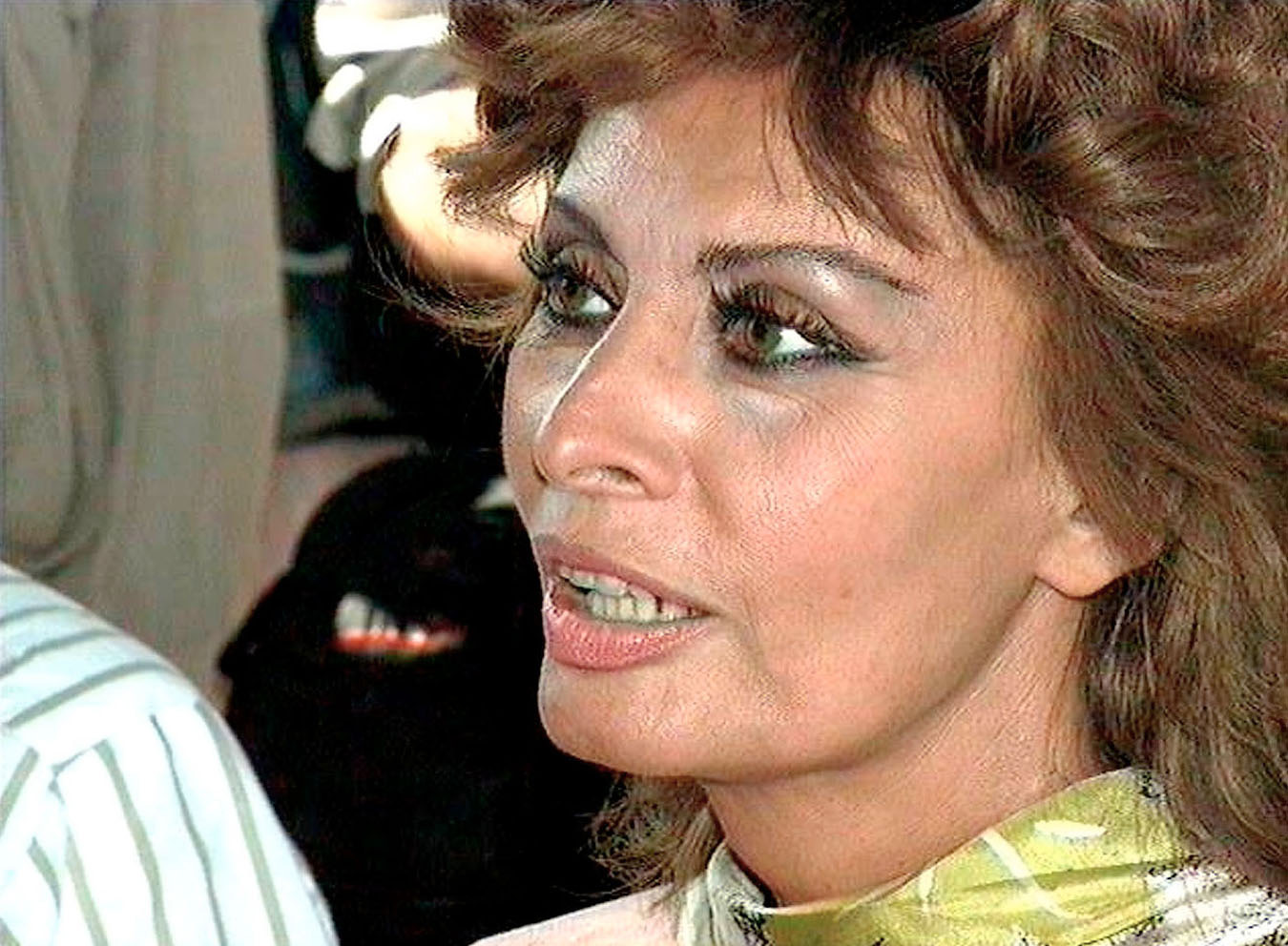
Софи Лорен 1995 г.
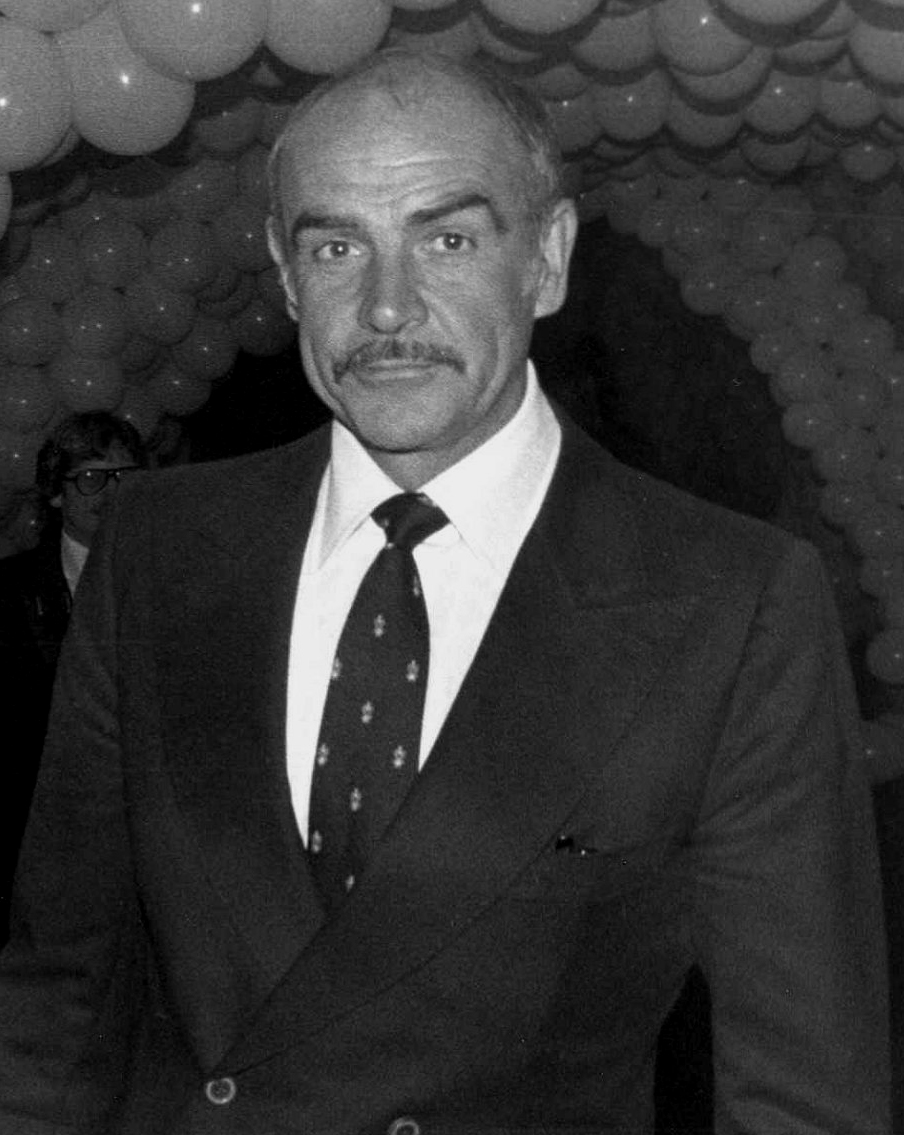
Шон Коннери 1996 г.
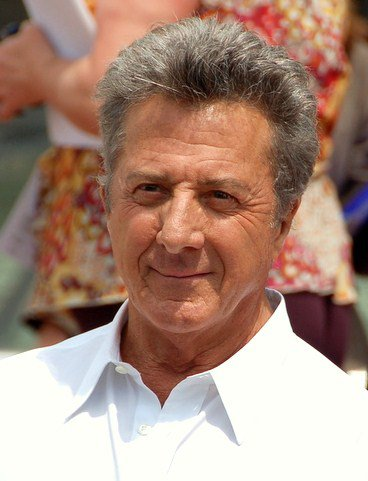
Дастин Хоффман 1997 г.
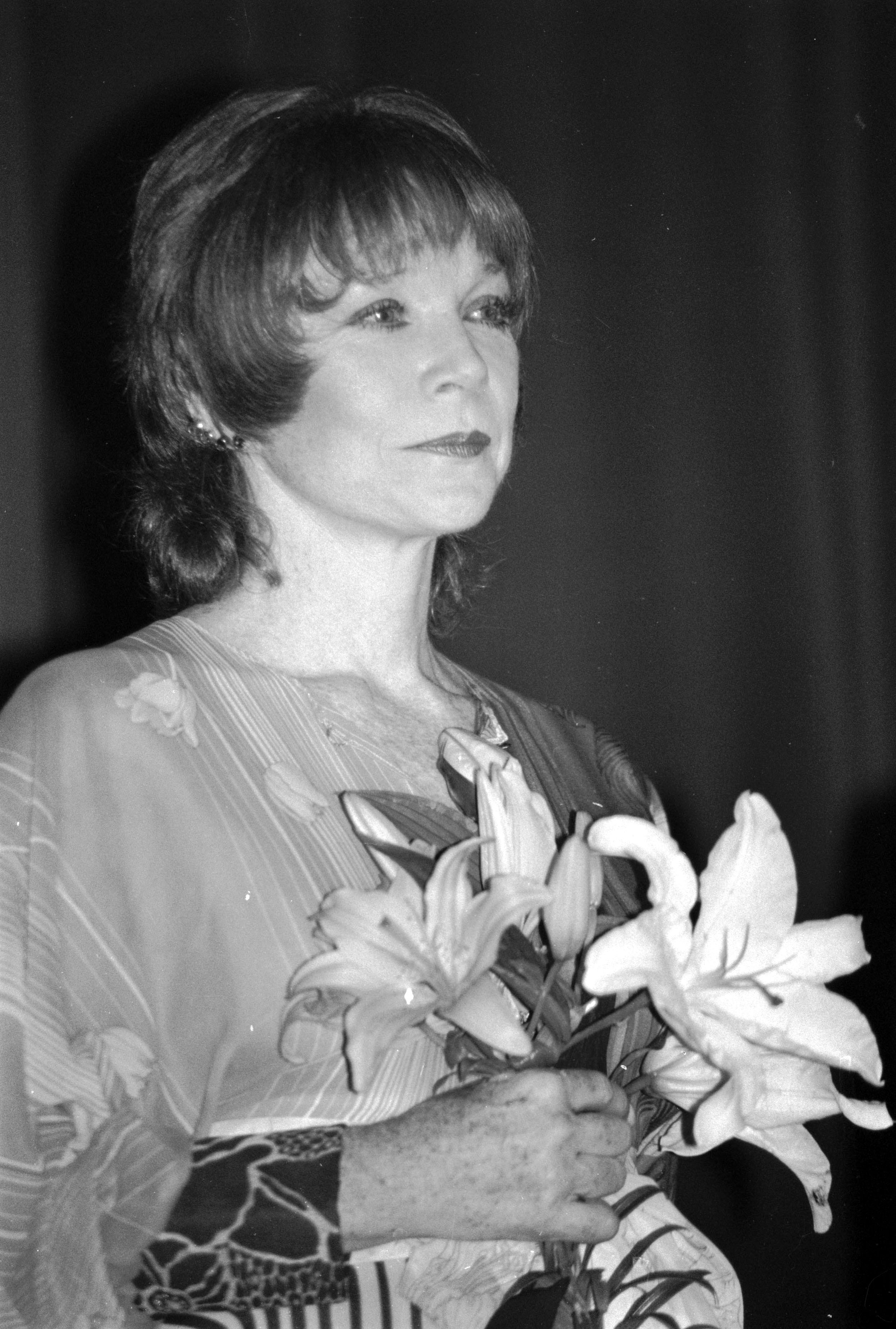
Ширли Маклейн 1998 г.
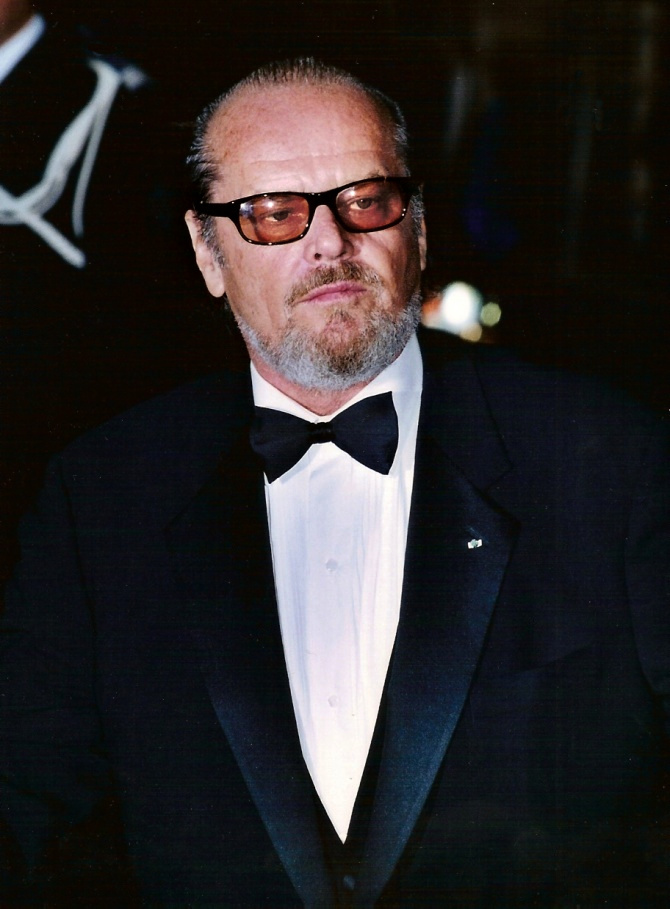
Джек Николсон 1999 г.
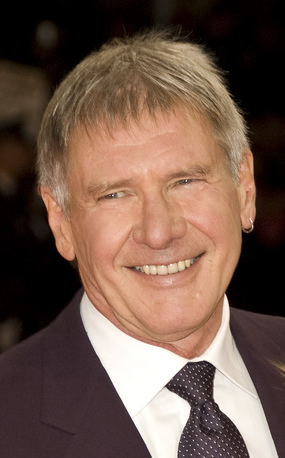
Харрисон Форд 2002 г.
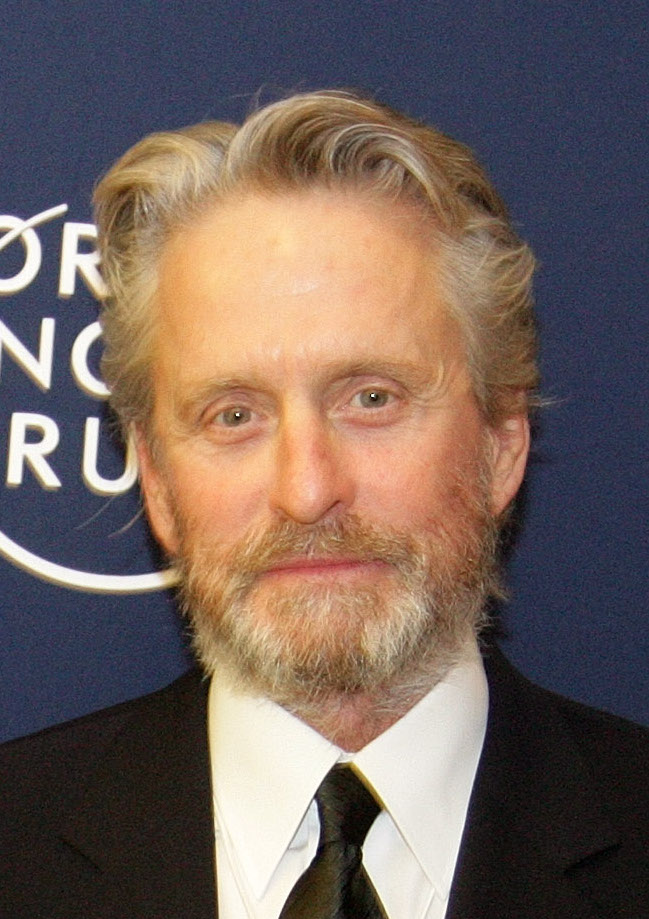
Майкл Дуглас 2004 г.
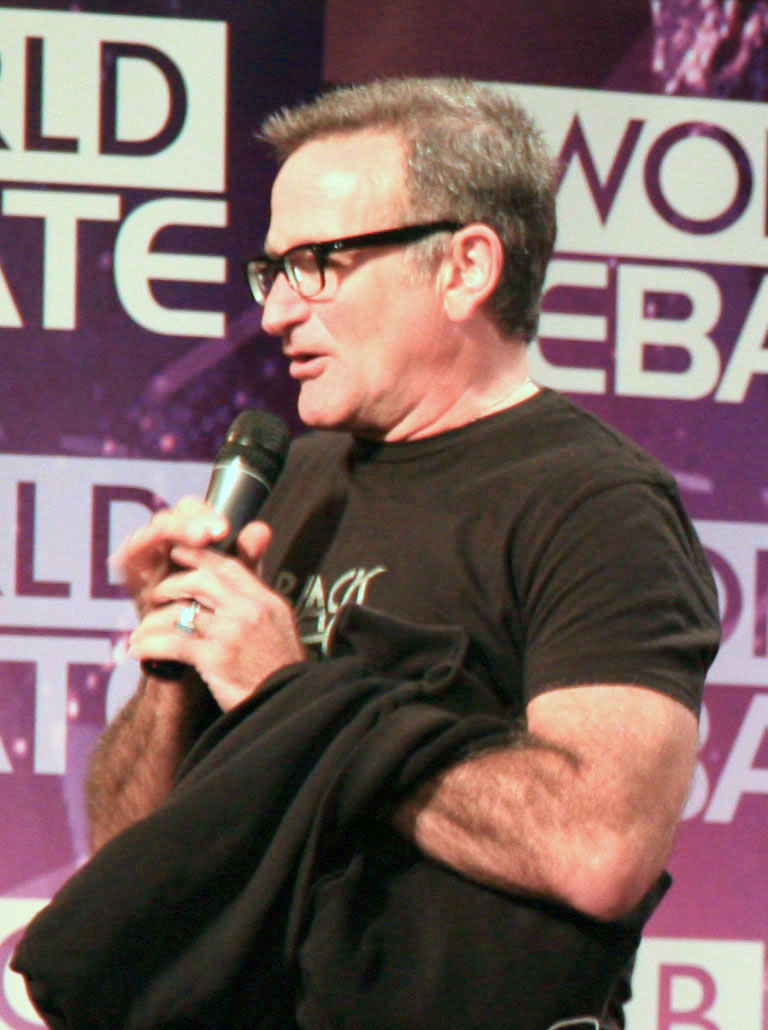
Робин Уильямс 2005 г.
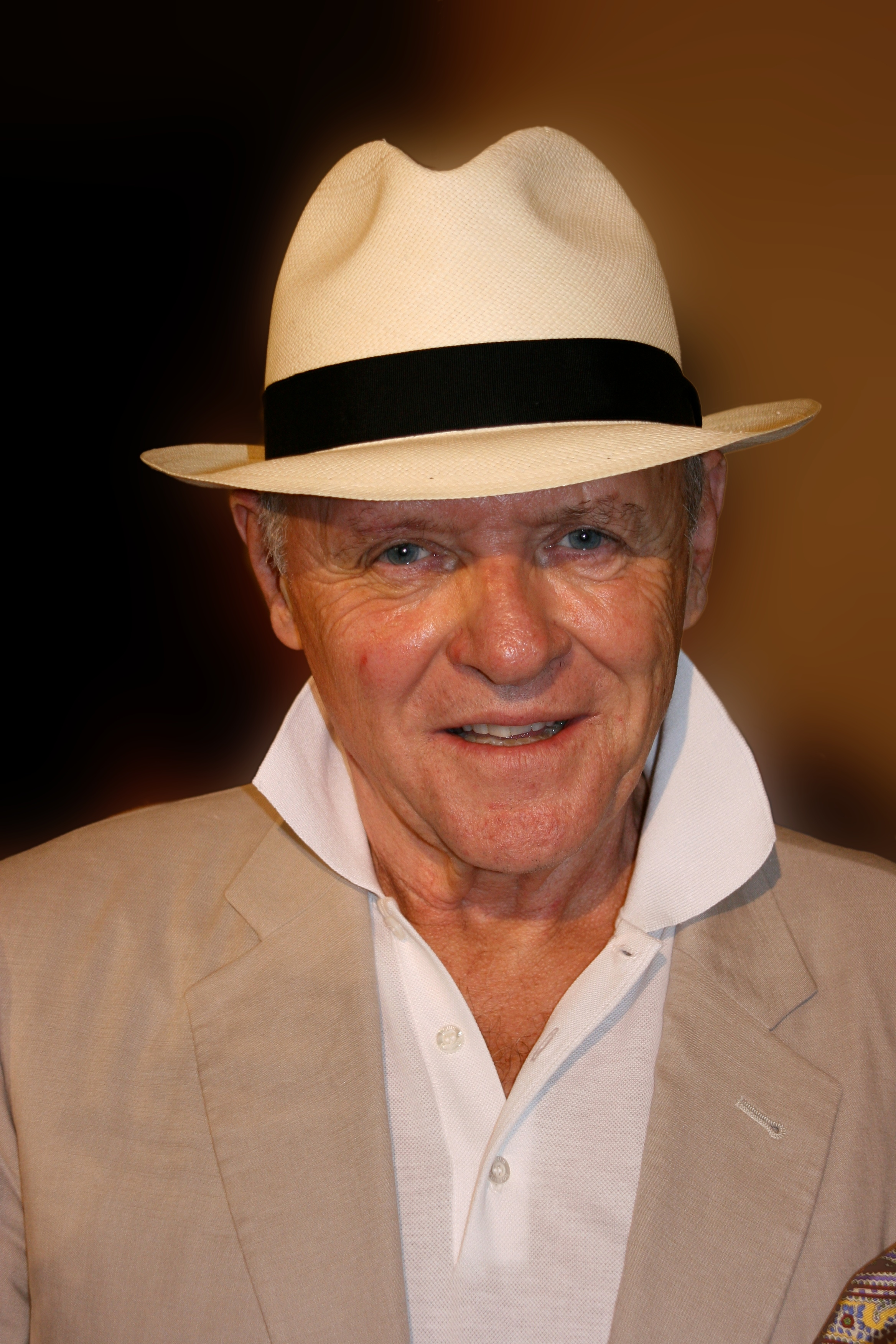
Энтони Хопкинс 2006 г.
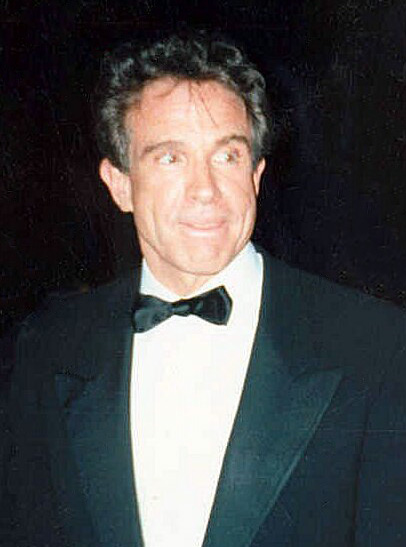
Уоррен Битти 2007 г.
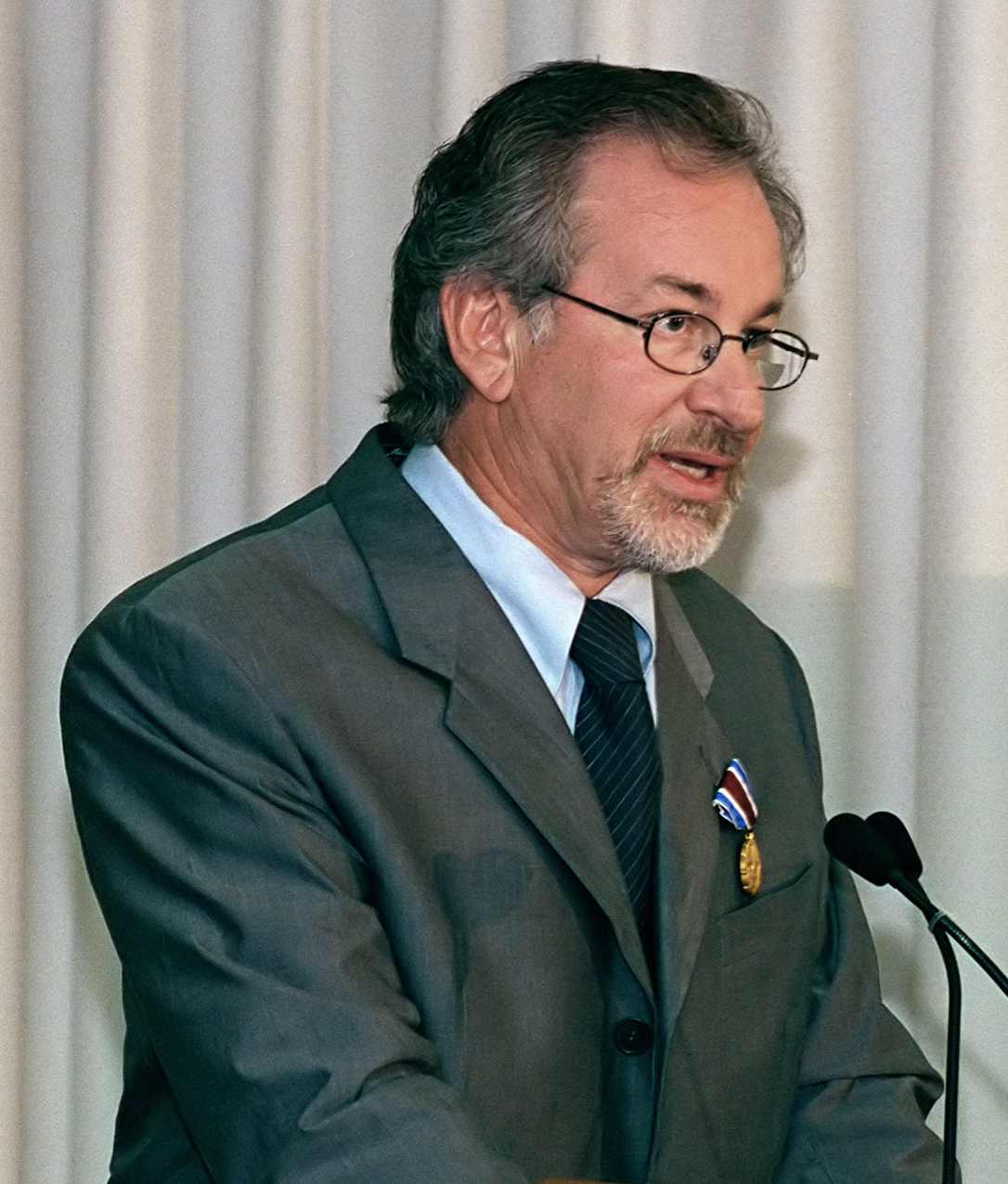
Стивен Спилберг 2009 г.
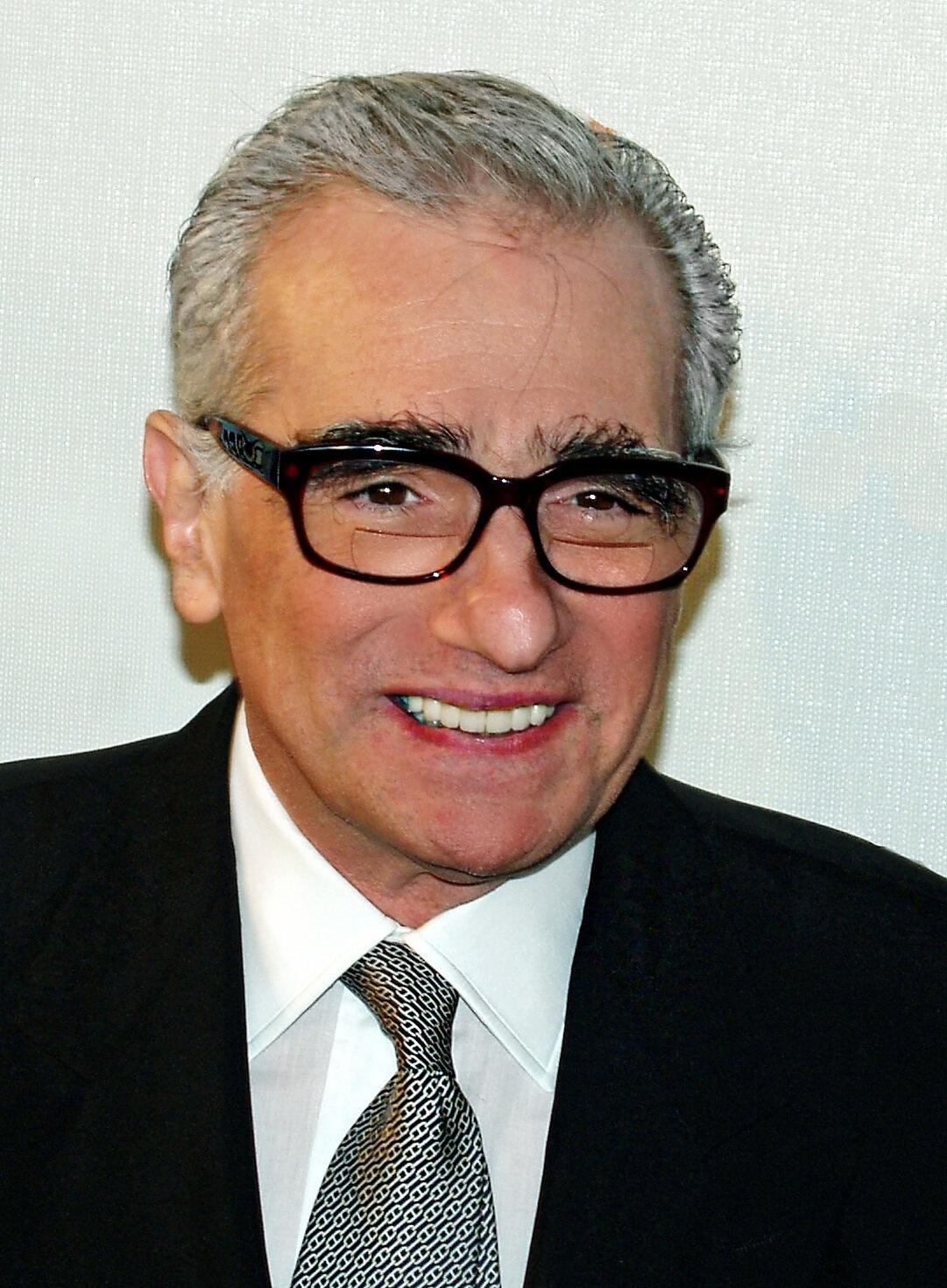
Мартин Скорсезе 2010 г.
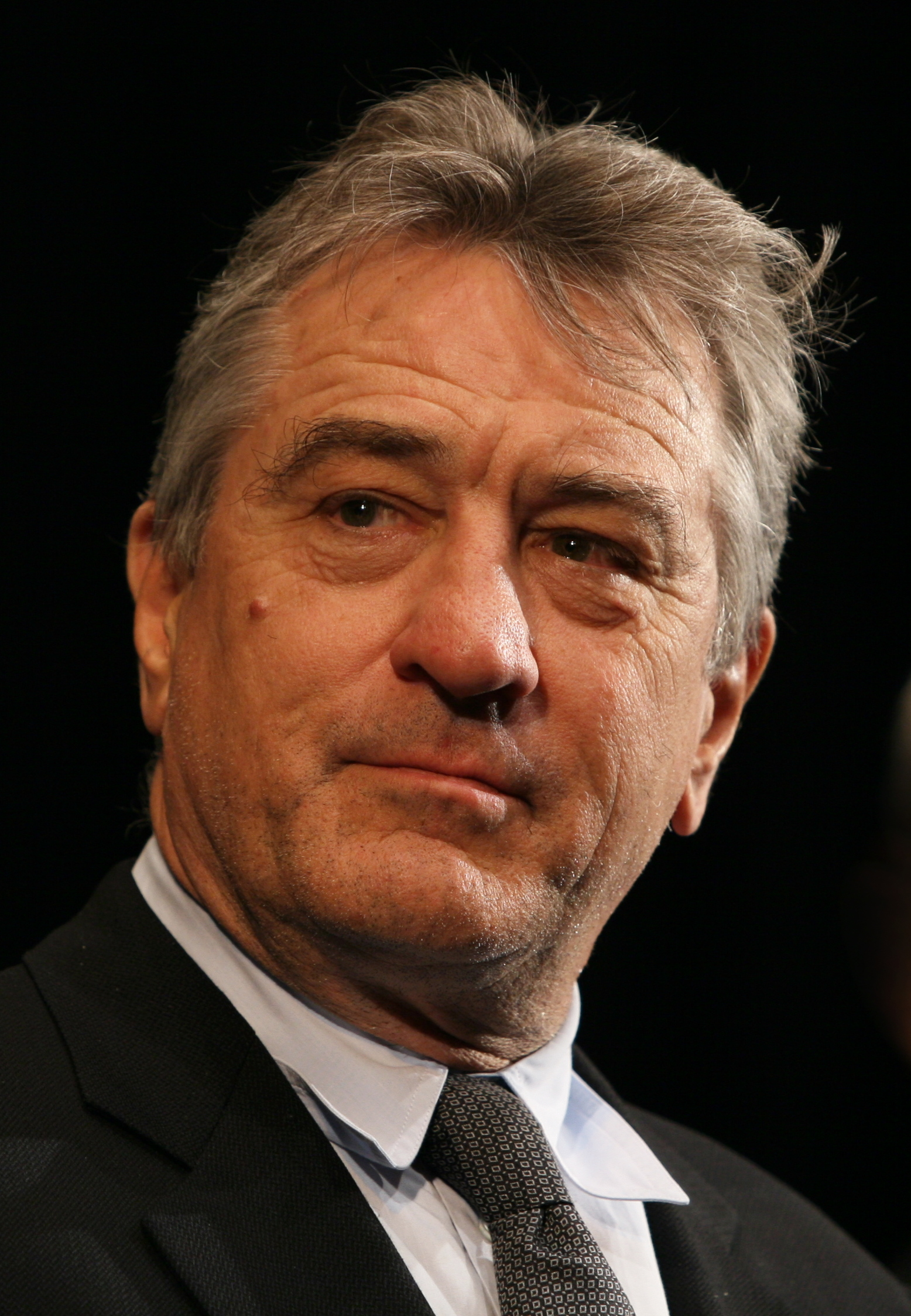
Роберт Де Ниро 2011 г.
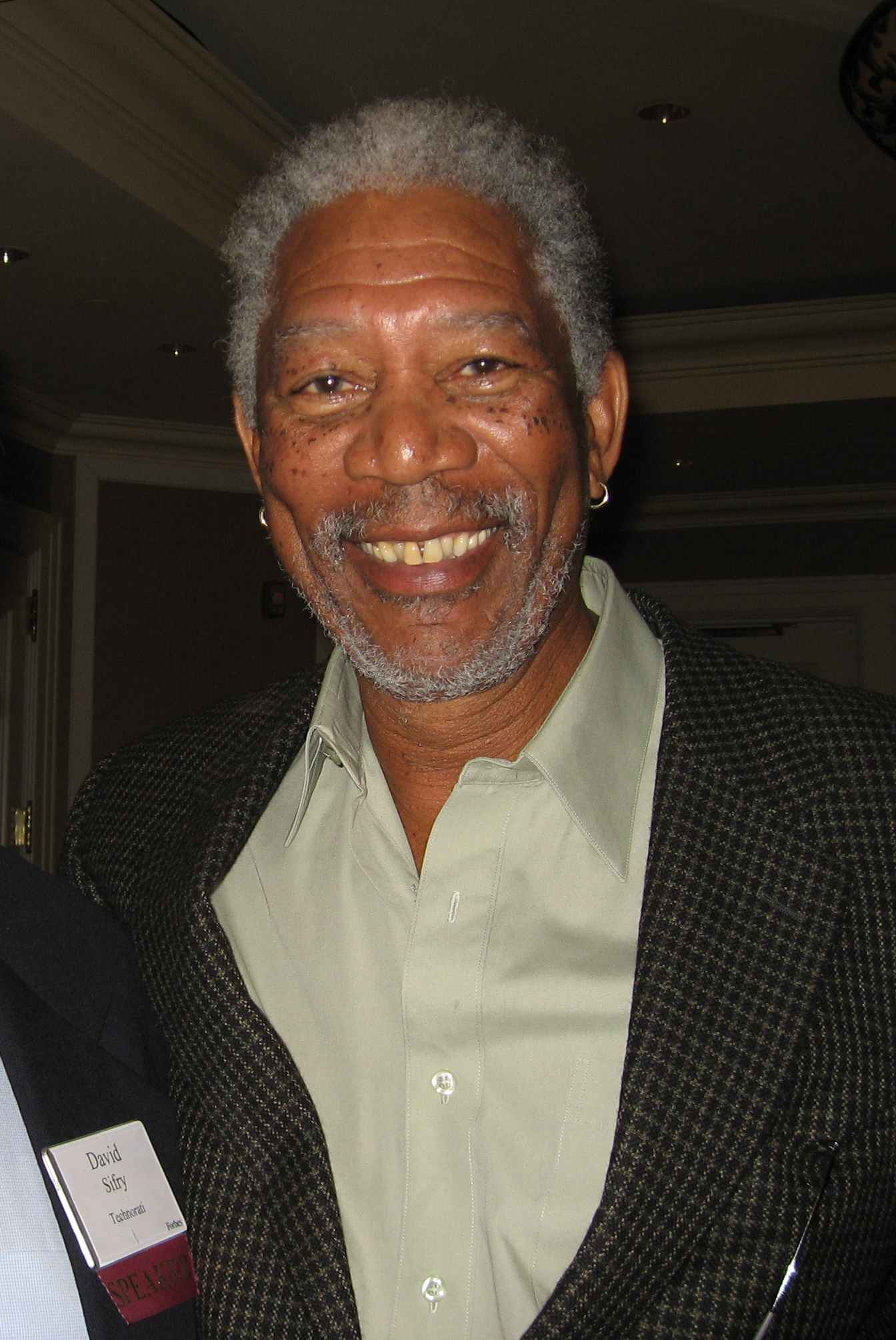
Морган Фримен 2012 г.
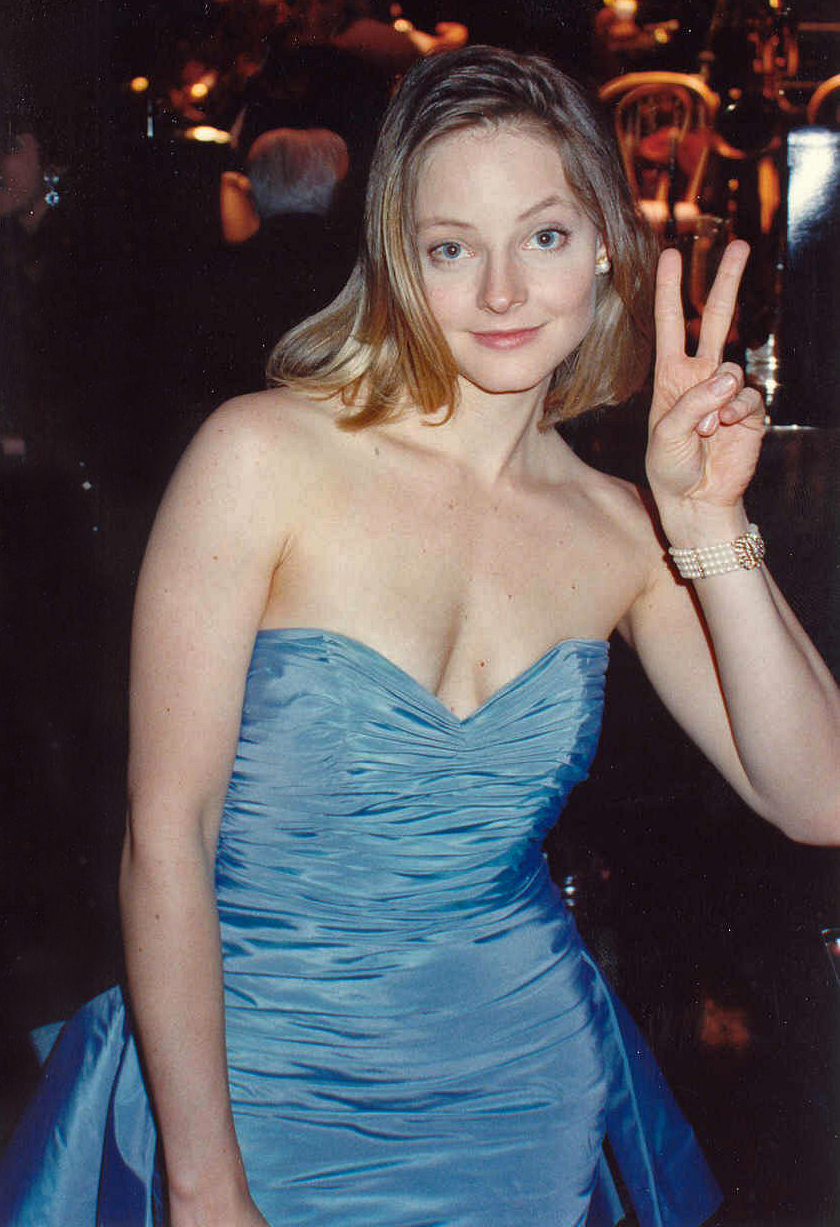
Джоди Фостер 2013 г.
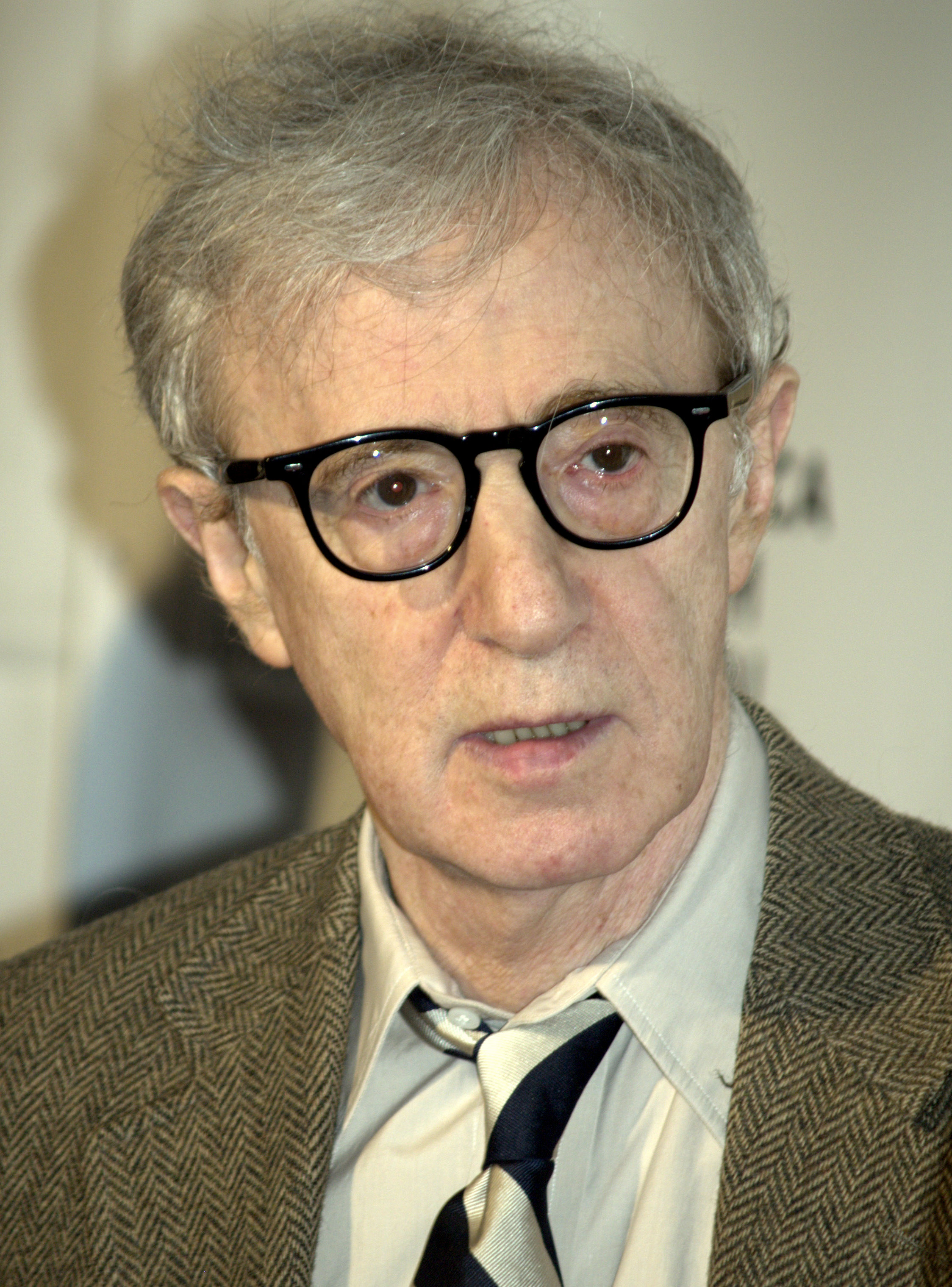
Вуди Аллен 2014 г.
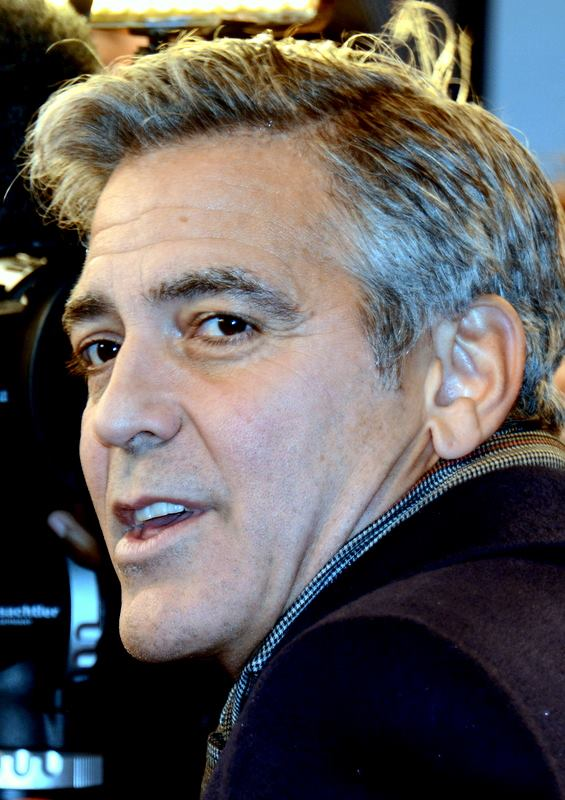
Джордж Клуни 2015 г.
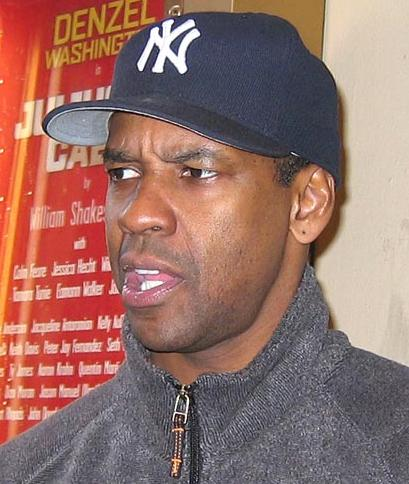
Дензел Вашингтон 2016 г.
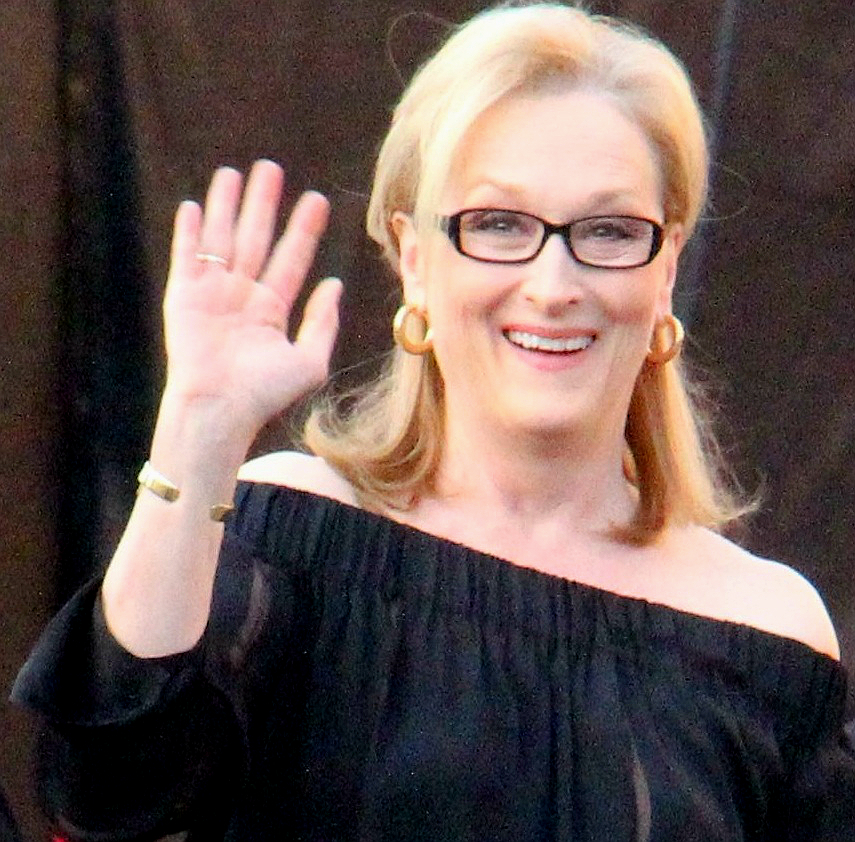
Мерил Стрип 2017 г.
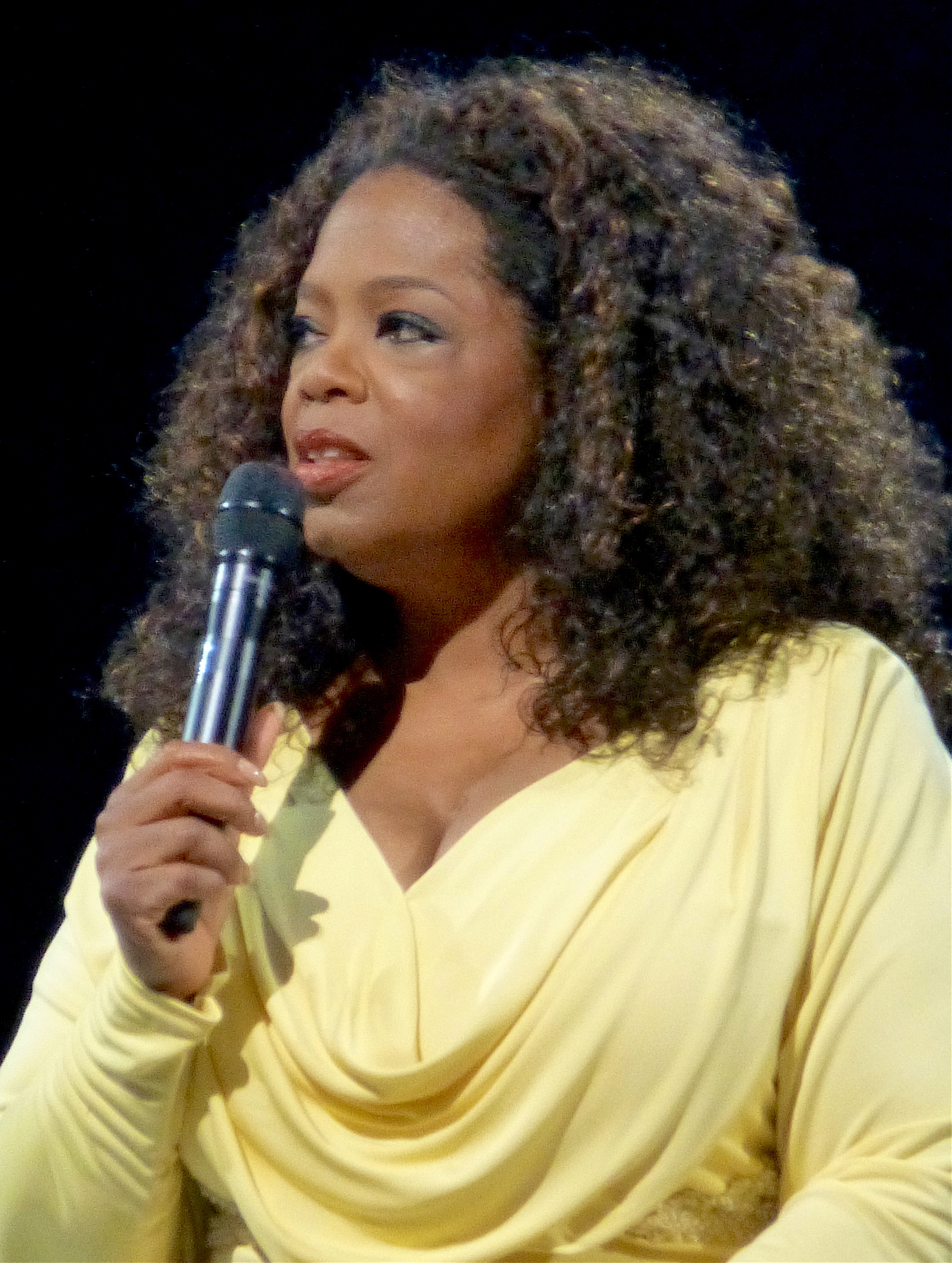
Опра Уинфри 2018 г.
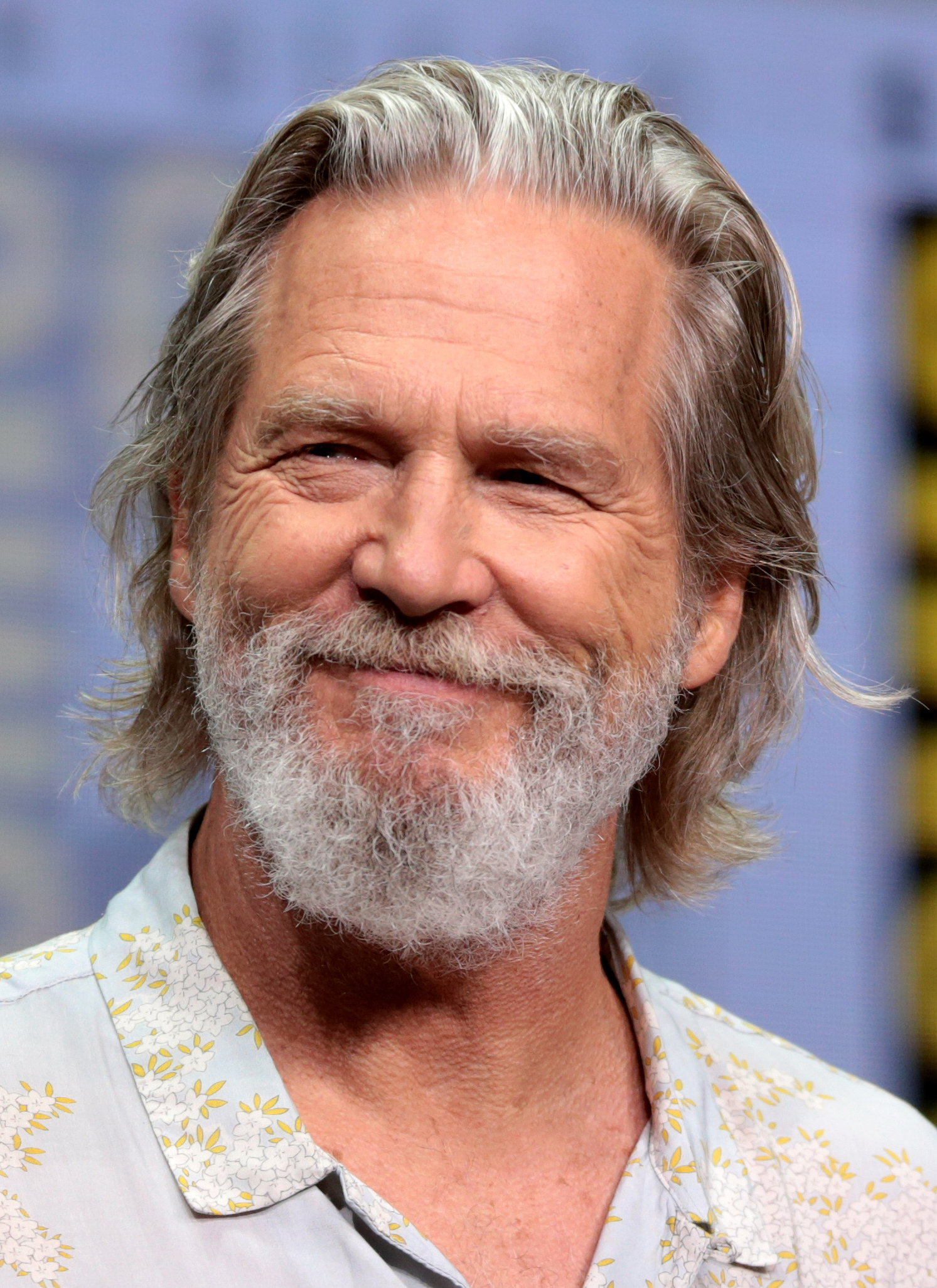
Джефф Бриджес 2019 г.
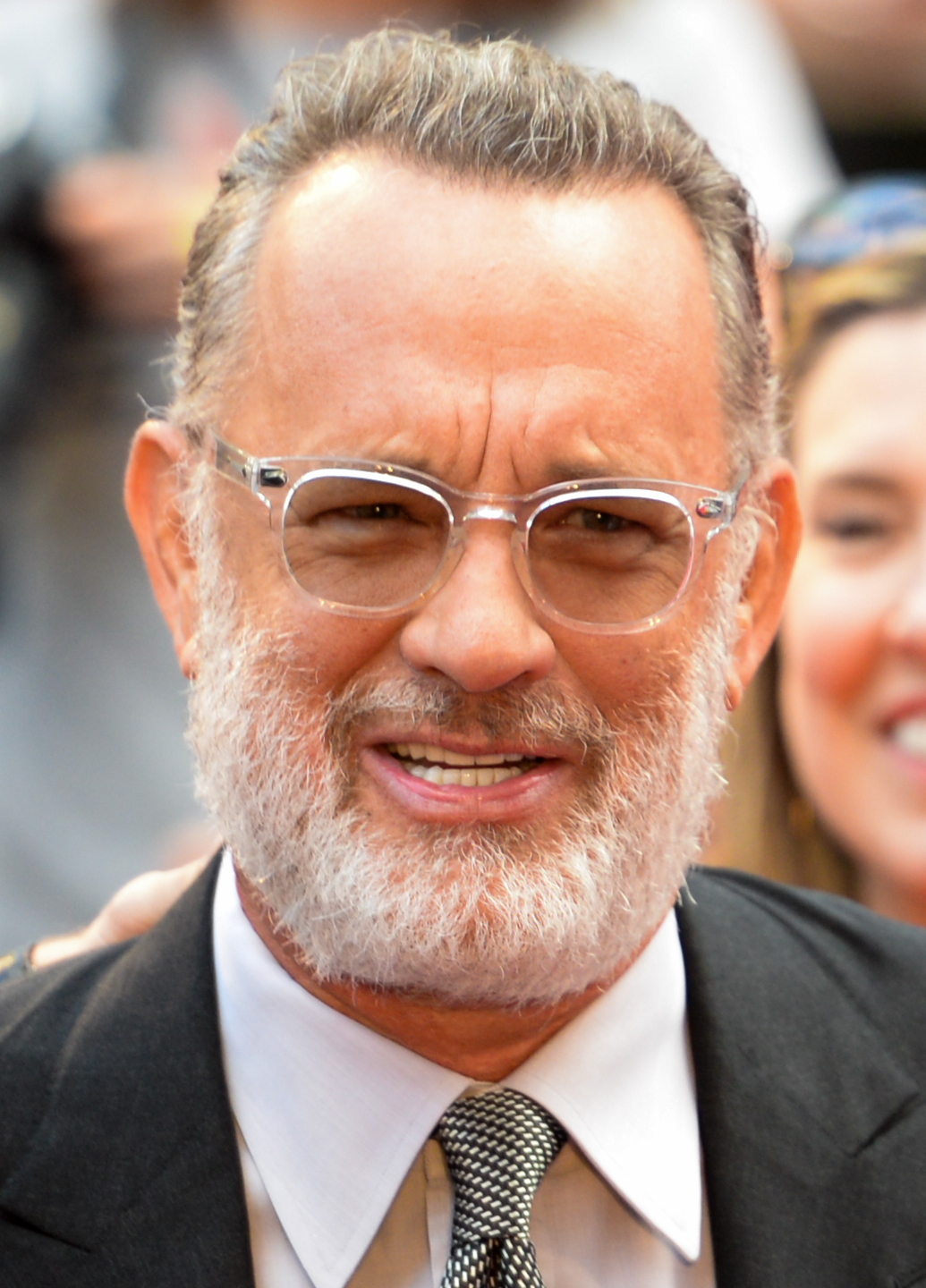
Том Хэнкс 2020 г.
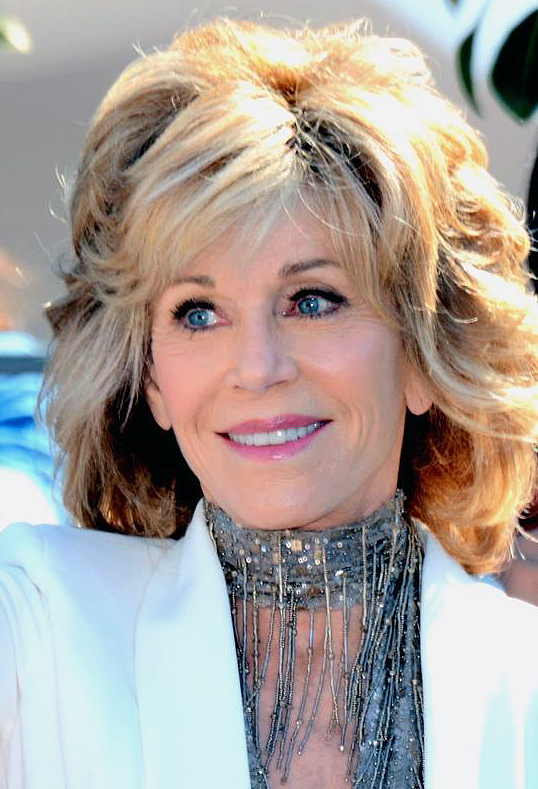
Джейн Фонда 2021 г.
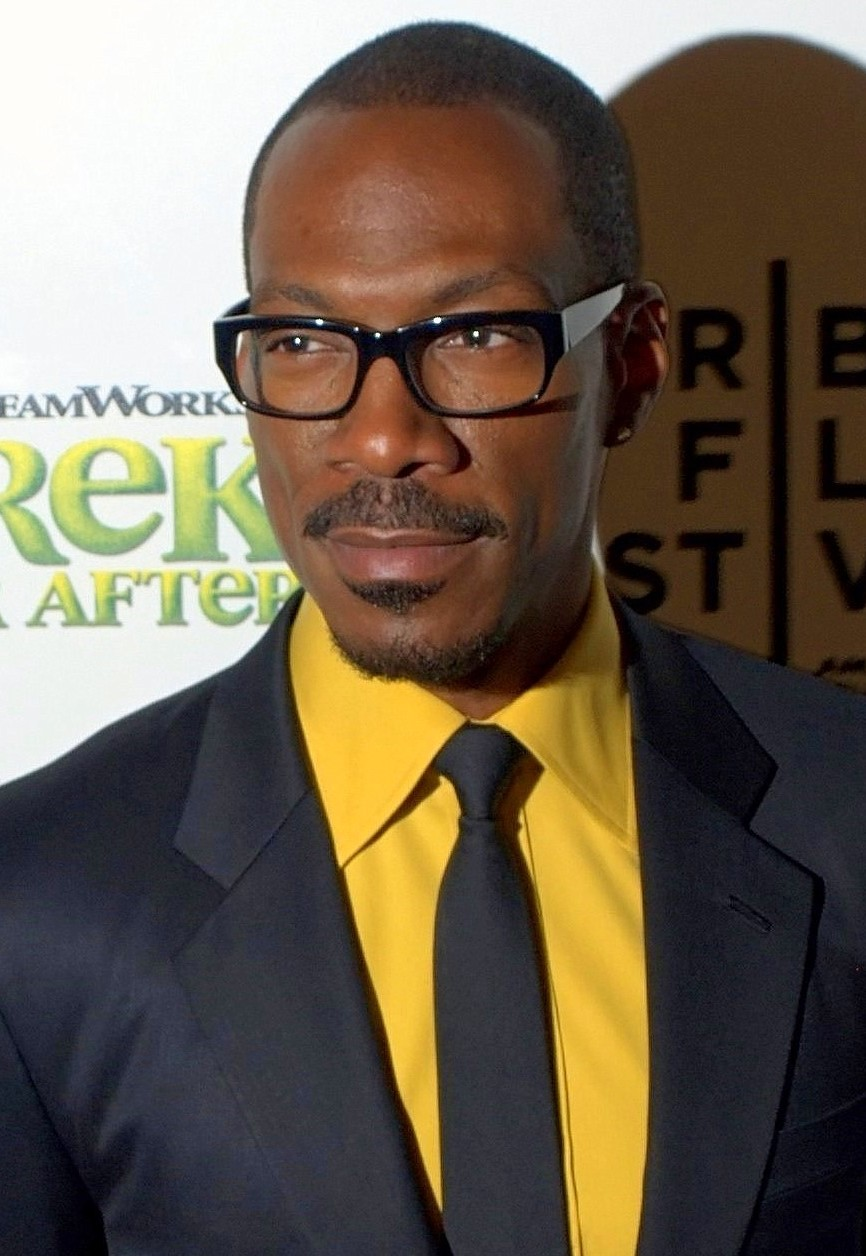
Эдди Мёрфи 2023 г.